# Rocca di Arquata del Tronto
La Rocca di Arquata del Tronto è una fortezza medioevale eretta come caposaldo preposto al controllo del territorio, con funzioni tattiche e difensive. La possente struttura si eleva a 777 m slm  sulla rupe della zona a nord del centro urbano di Arquata del Tronto, sede dell'omonimo comune della regione Marche, nel territorio della provincia di Ascoli Piceno.
Tipico esempio di architettura militare dell'Appennino umbro marchigiano del XIII secolo, dall'aspetto compatto, isolata ed austera, è circondata da un verde parco solcato da sentieri e viottoli. La fortezza è stata di proprietà demaniale fino al 16 gennaio 1890 quando, per le sue precarie condizioni di conservazione, si è resa indispensabile la cessione, mediante un regolare atto di vendita, al Comune di Arquata. Il contratto di trasferimento della proprietà è stato in seguito riconosciuto da un Decreto del Ministero delle Finanze datato 2 maggio 1890.
La rocca è classificata Monumento nazionale d'Italia dall'anno 1902.

## Geografia fisica

### Territorio

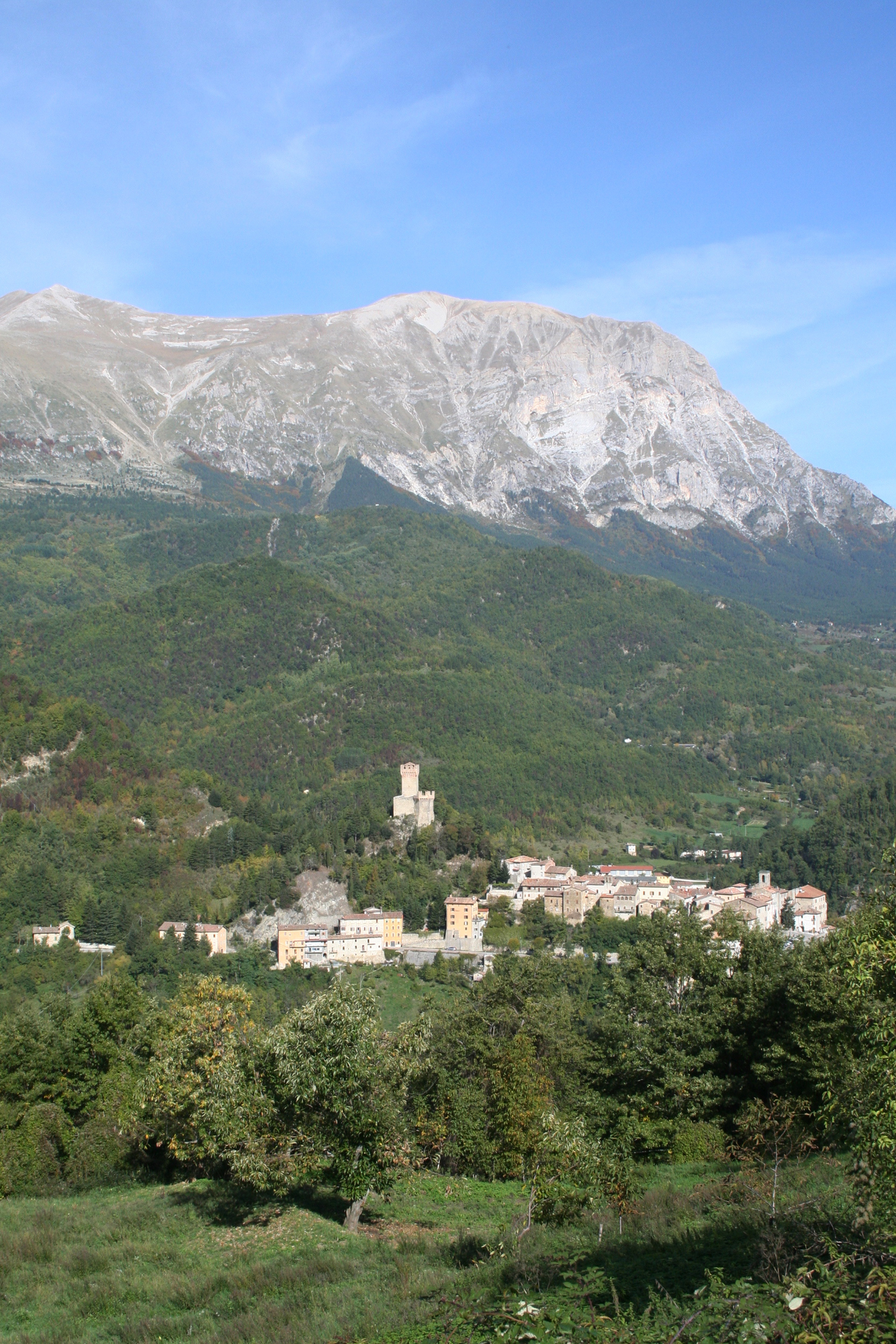
Panorama del territorio che circonda la Rocca visto dal paese di Faete.

La fortificazione è stata edificata nell'area prossima al confine tra le regioni Marche, Umbria, Lazio e Abruzzo. Eleva le sue solide e robuste costruzioni turrite tra il corso del fiume Tronto e il fosso di Camartina, a sud del monte Vettore, in posizione dominante rispetto al nucleo abitato del paese.
Vigila da secoli sul vasto panorama dell'alta valle del Tronto e su molte frazioni che rientrano nell'ambito di competenza dell'Amministrazione comunale. 
Strategicamente sovrasta la Strada Consolare Salaria, spina dorsale del territorio e del collegamento con Roma, snodo stradale che conduce anche alla città dell'Aquila, dopo aver oltrepassato il centro di Amatrice; raggiunge l'Umbria  e si addentra anche verso alcune zone dell'entroterra marchigiano; osserva importanti vie d'accesso che conducono al passo del Galluccio, percorsi che attraversano il paese di Montegallo; la strada che, superando i paesi di Capodacqua, Forca Canapine ed il passo di San Pellegrino, porta alla cittadina di Norcia; un sistema sentieristico che da Piedilama giunge a Comunanza, Petritoli ed arriva a Fermo; infine, controlla un lungo tratto dell'alveo del fiume Tronto, corso d'acqua che separa la catena dei Sibillini dai monti della Laga.

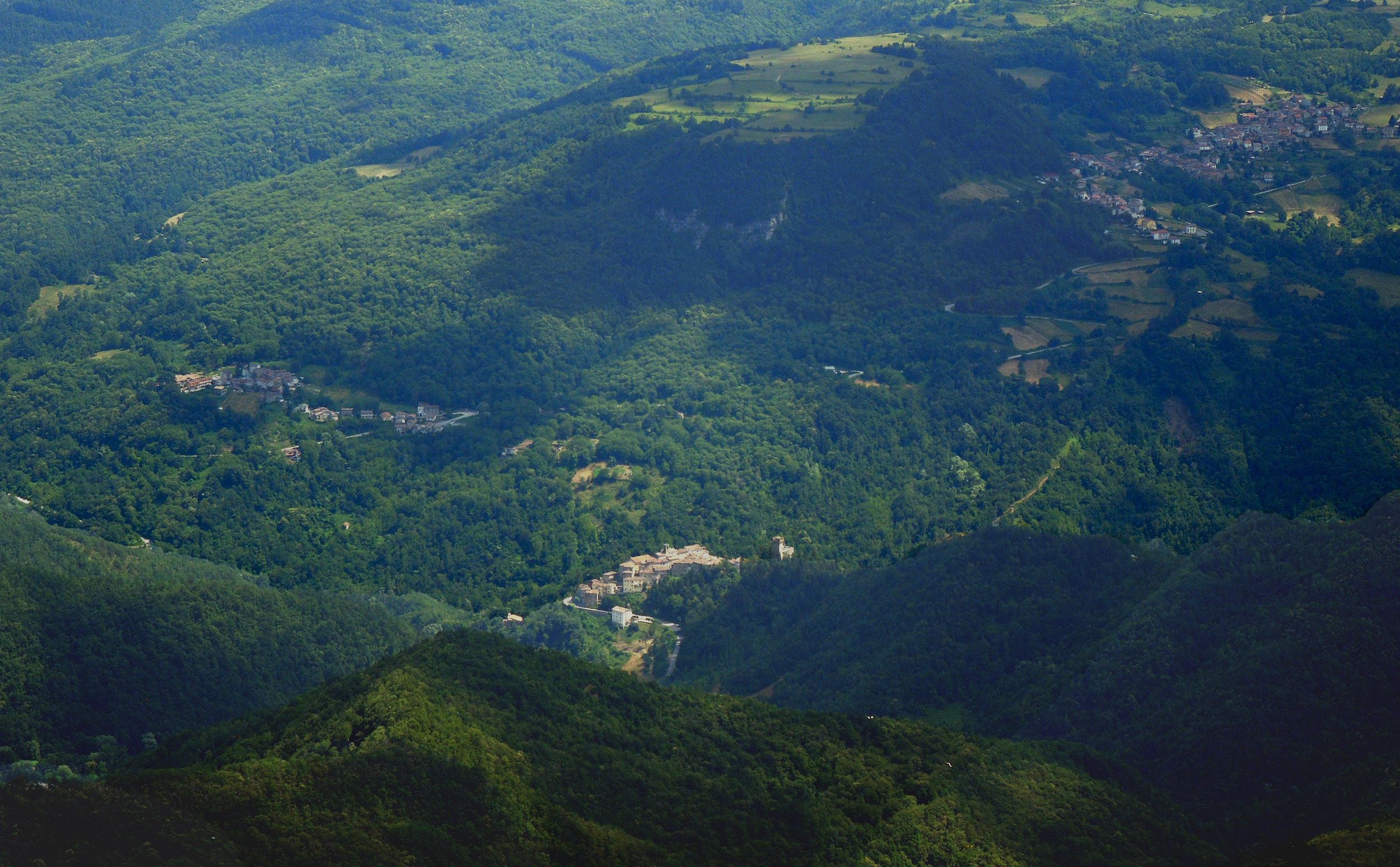
Panorama del territorio, visto dal sentiero che, partendo da Forca di Presta, conduce alla vetta del monte Vettore.
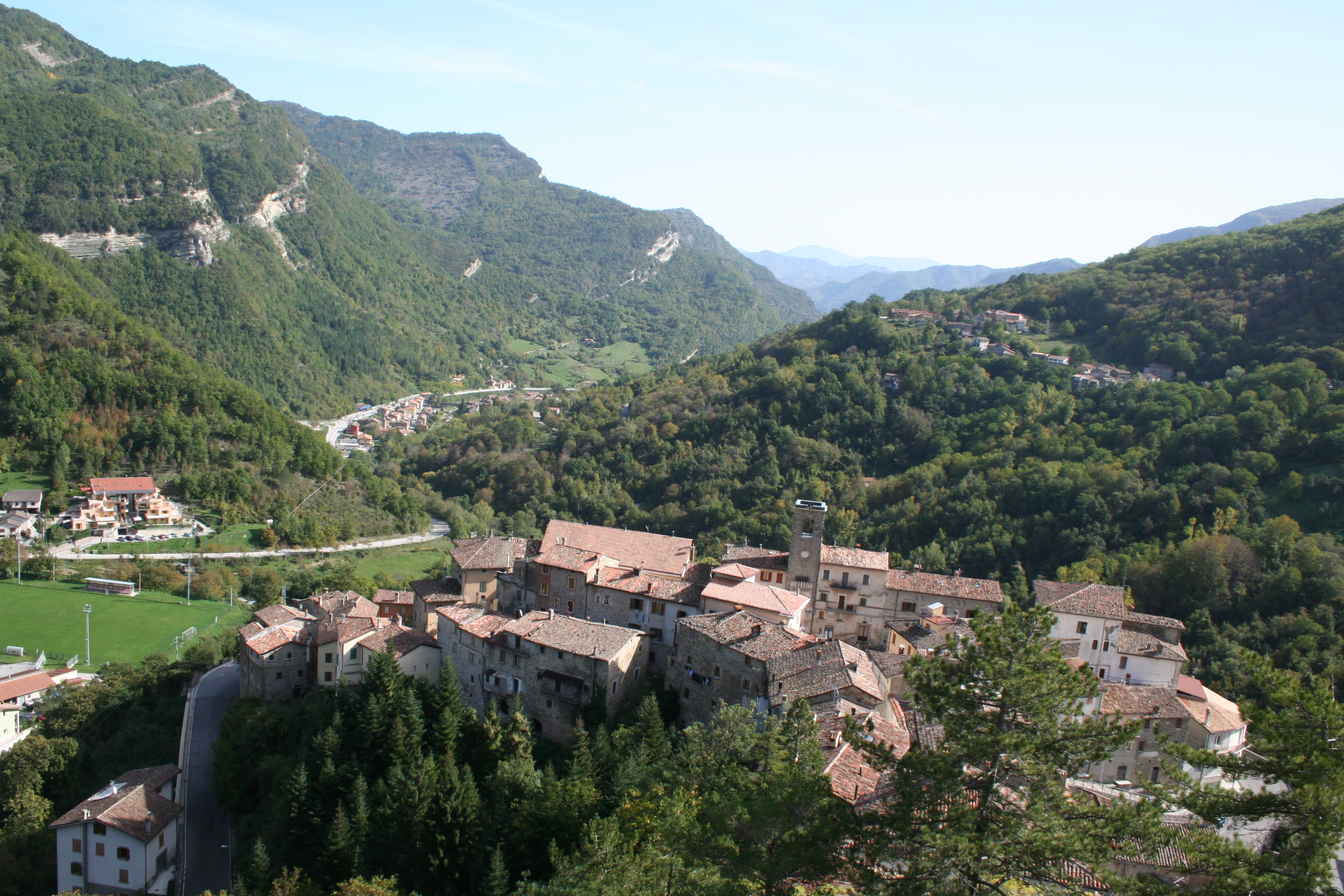
Panorama sull'Alta valle del Tronto in direzione Ascoli Piceno, visto dal mastio della Rocca.
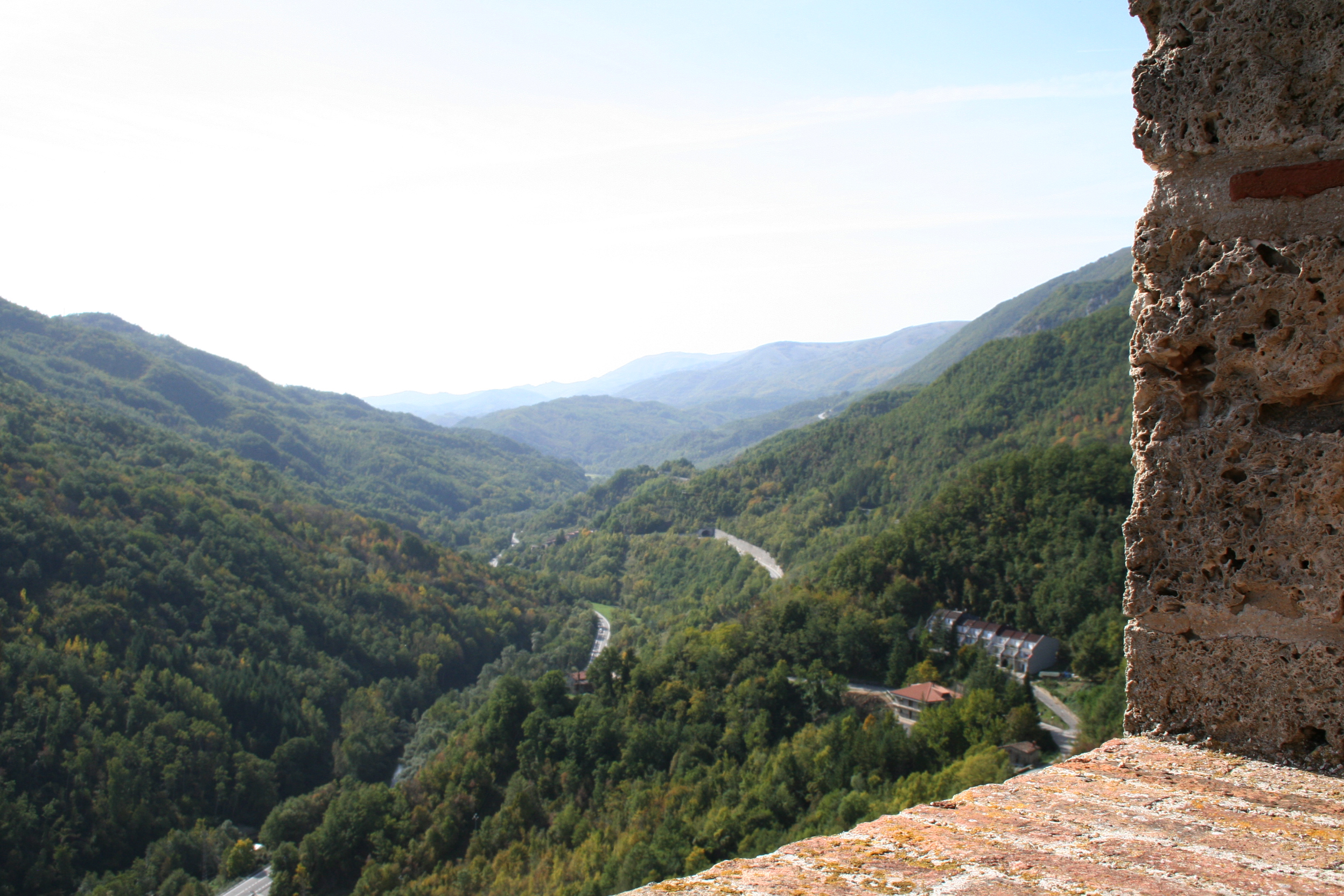
Panorama sull'Alta valle del Tronto in direzione Roma, visto dal mastio della Rocca.

### Le torri di avvistamento sul territorio
Il complesso apparato difensivo della Rocca non era circoscritto alle sole strutture della fortezza, ma si articolava, si completava e si potenziava con la consistente presenza di numerose torri di avvistamento schierate sul territorio. Almeno fino alla conclusione del XVI secolo, queste costruzioni erano organismi edilizi vocati al controllo. Avevano funzioni militari volte ad ospitare guardie e sentinelle che dovevano osservare le aree di loro competenza e dare avviso alla fortezza di eventuali pericoli o di possibili attacchi e incursioni.
Comunicare un allarme era una esigenza fondamentale per anticipare e contrastare il nemico. 
La trasmissione del segnale poteva essere: «visiva» mediante l'uso della luce riflessa da specchi, di fumo di giorno o di fuoco nelle ore notturne; «sonora» con il suono di campane o, dopo il 1300, con l'impiego della detonazione di spari delle armi da fuoco; «scritta» tramite i messaggi portati dai piccioni allevati nelle torri di avvistamento. 
Si trattava di torri fortificate o di case torri fabbricate seguendo un preciso ordine di configurazione architettonica. Ognuna di loro era dotata di: un pianterreno, spesso con copertura a volta, utilizzato come magazzino; un primo piano riservato all'alloggio degli uomini di guardia e un sottotetto usato come colombaia per avere sempre a disposizione un buon numero di volatili che potessero consegnare con rapidità i messaggi alla fortezza. Erano state edificate in siti isolati, rialzati e sicuri, lungo le strade che portavano alla Rocca. Alcune di queste torri erano riconoscibili fino a prima degli eventi sismici che hanno distrutto buona parte dei paesi dell'arquatano. Si trovavano a Borgo, Camartina, Faete, Pescara del Tronto, Piedilama, Pretare, Spelonga  Trisungo ed Arquata.
- Arquata - La più nota era la torre a base quadrata elevata sull'area della primitiva consistenza urbana del paese capoluogo, racchiusa all'interno della cinta muraria che circondava il centro abitato e ai nostri giorni conosciuta come la Torre civica. La sua collocazione la poneva come la più vicina alla diretta difesa della fortezza.[10] Sebbene non si conosca il tempo esatto della sua costruzione, per le sue caratteristiche si può supporre e considerare coeva del mastio.[11]
- Borgo – Vi erano due torri di avvistamento. Una si trovava a valle del paese, era stata eretta da una pianta quadrangolare ed aveva vista diretta con la Rocca. La sua funzione era quella di controllare il traffico della Consolare Salaria lungo il tratto che correva parallelo al fiume Tronto in direzione est-ovest. Duramente lesionata dagli eventi sismici, è ricordata dallo storico Gabriele Lalli per aver conservato fino ai nostri giorni deboli testimonianze di opere pittoriche, di colore rosso, ascrivibili al periodo rinascimentale. Si intuivano sul bianco dell'intonaco del prospetto, esposto a nord, le figure di: un volatile, un leone, un vaso con un raspo d'uva, una brocca, una figura umana ed altri segni di difficile comprensione.[11] L'altra era una casa-torre, visibile ed attigua all'odierno ponte. Col trascorrere del tempo e per i vari rimaneggiamenti è ormai priva della fisionomia architettonica originale. Al suo interno si conservavano deboli residui di pittura rinascimentale e la colombaia.[12]
- Un'altra torre di avvistamento era stata dislocata nelle adiacenze dell'attuale cimitero comunale di Arquata. La sua area di controllo si estendeva sul diverticolo della Consolare Salaria che s'internava verso nord, attraversava i paesi di Piedilama e Pretare, per raggiungere i valichi di Galluccio e Forca di Presta ricalcando il tracciato della Salaria Gallica che si snodava nel territorio.[11]
- Trisungo - Nel centro abitato vi è una costruzione di una torre-dogana che mostra peculiari caratteristiche di rinforzo e feritoie per la sorveglianza della Salaria e della strada che raggiungeva i paesi di Faete e Spelonga.[12]
- Località Santa Gemma - Nel piccolo sito a monte di Pretare, vi sono ancora alcuni ruderi di antiche costruzioni. Dagli Statuti di Arquata del 1574 si apprende che in quell'area vi è stata una torre di guardia, con funzioni di avvistamento e di difesa, custodita da un presidio militare armato. Nella stessa torre vi era anche la sede della «Dogana di Santa Gemma», preposta alla riscossione dei dazi da pagare per il passaggio di merci e animali.[11] Questa costruzione, non avendo contatto visivo diretto con la Rocca, comunicava con la fortezza attraverso le torri intermedie.[12]
- Località Valle Romana - Nell'area tra i paesi di Arquata e Vezzano vi era un'altra torre destinata alla sorveglianza della Salaria.[12]
- Località Il Castelluccio - Nella zona fra i paesi di Colle e Spelonga, restano le vestigia di uno stanziamento turrito. Questa costruzione era posta a guardia sia della Salaria e sia del confine con il Regno di Napoli. È presumibile che si tratti di un piccolo agglomerato, composto da qualche caseggiato per uso abitativo, costruito prima del XV secolo e probabilmente riferibile all'epoca di elevazione della Rocca.[12]

## Storia

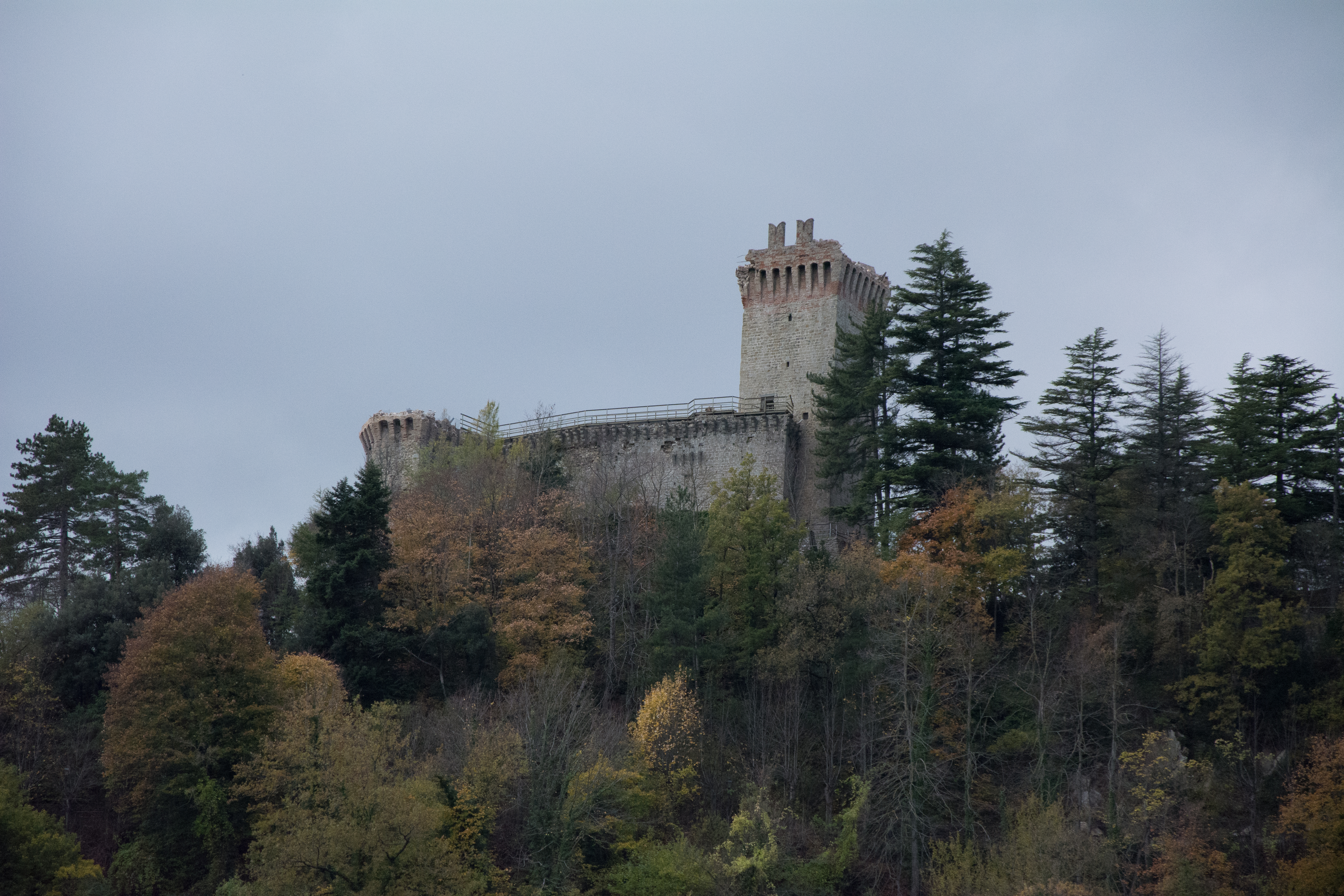
La Rocca di Arquata dopo i terremoti del 2016-2017

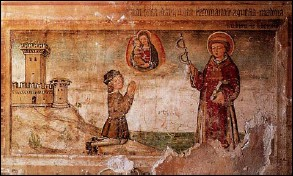
Ex Voto con ritratta l'immagine più antica della Rocca di Arquata, presso il Santuario dell'Icona Passatora.

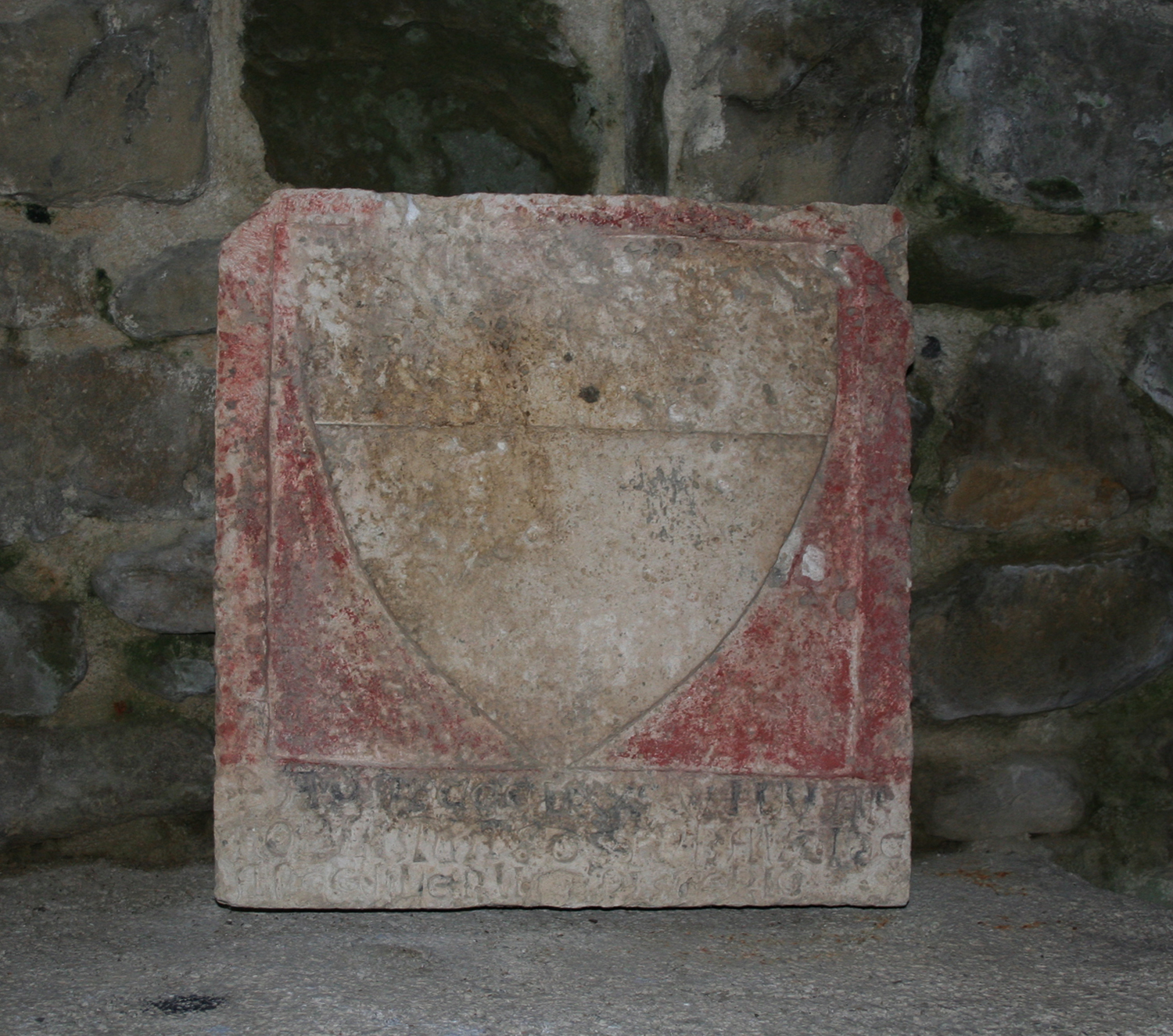
Stemma litico di Sinibaldo Cancellieri di Pistoia, rinvenuto durante l'ultimo restauro.

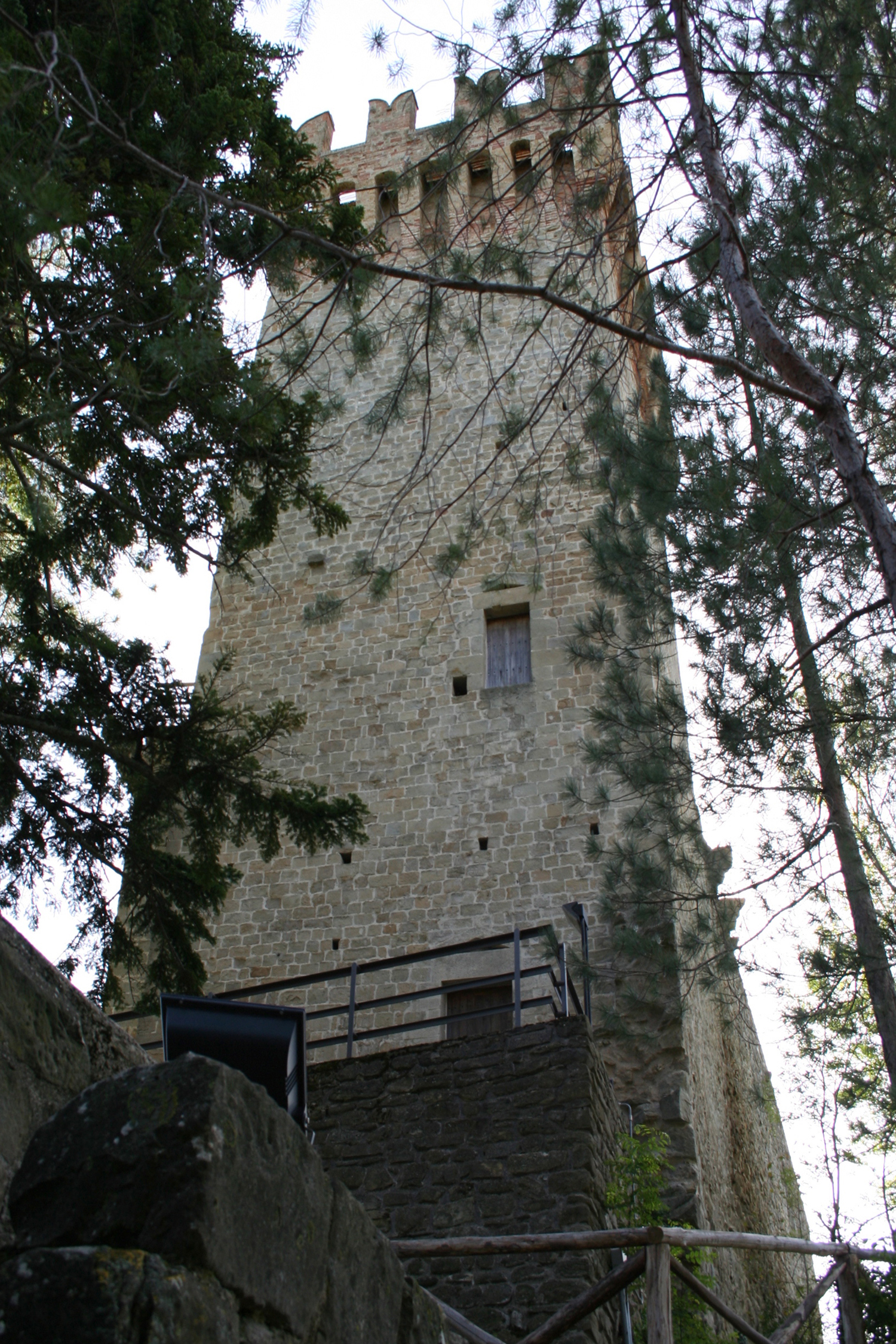
Mastio, torre a pianta quadrata.

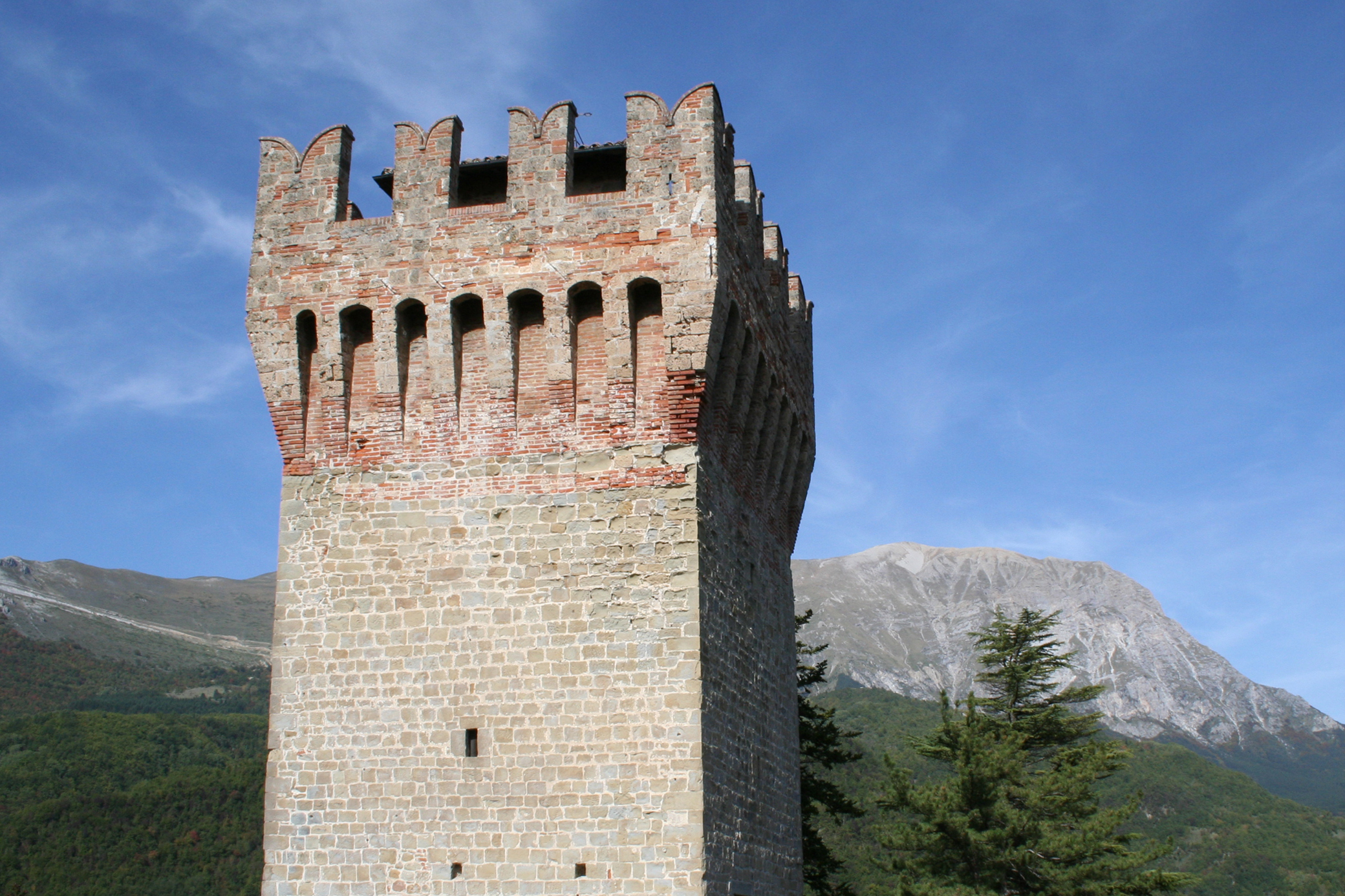
Particolare dell'opera in aggetto presente sulla sommità del mastio, sullo sfondo il monte Vettore.

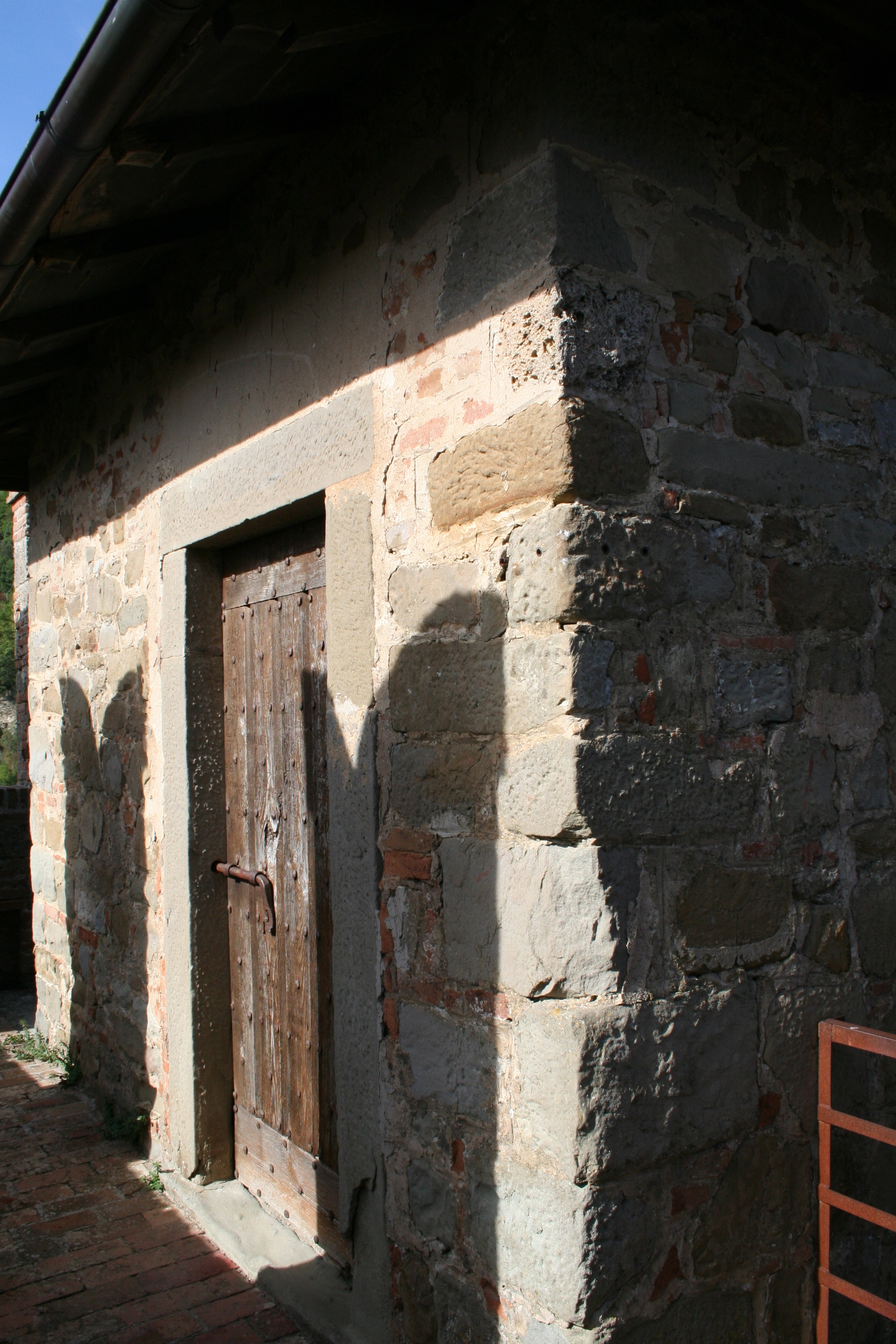
Esterno della stanza sulla sommità del mastio aggiunta nel progetto dell'architetto Sacconi durante il restauro dei primi anni del XX secolo.

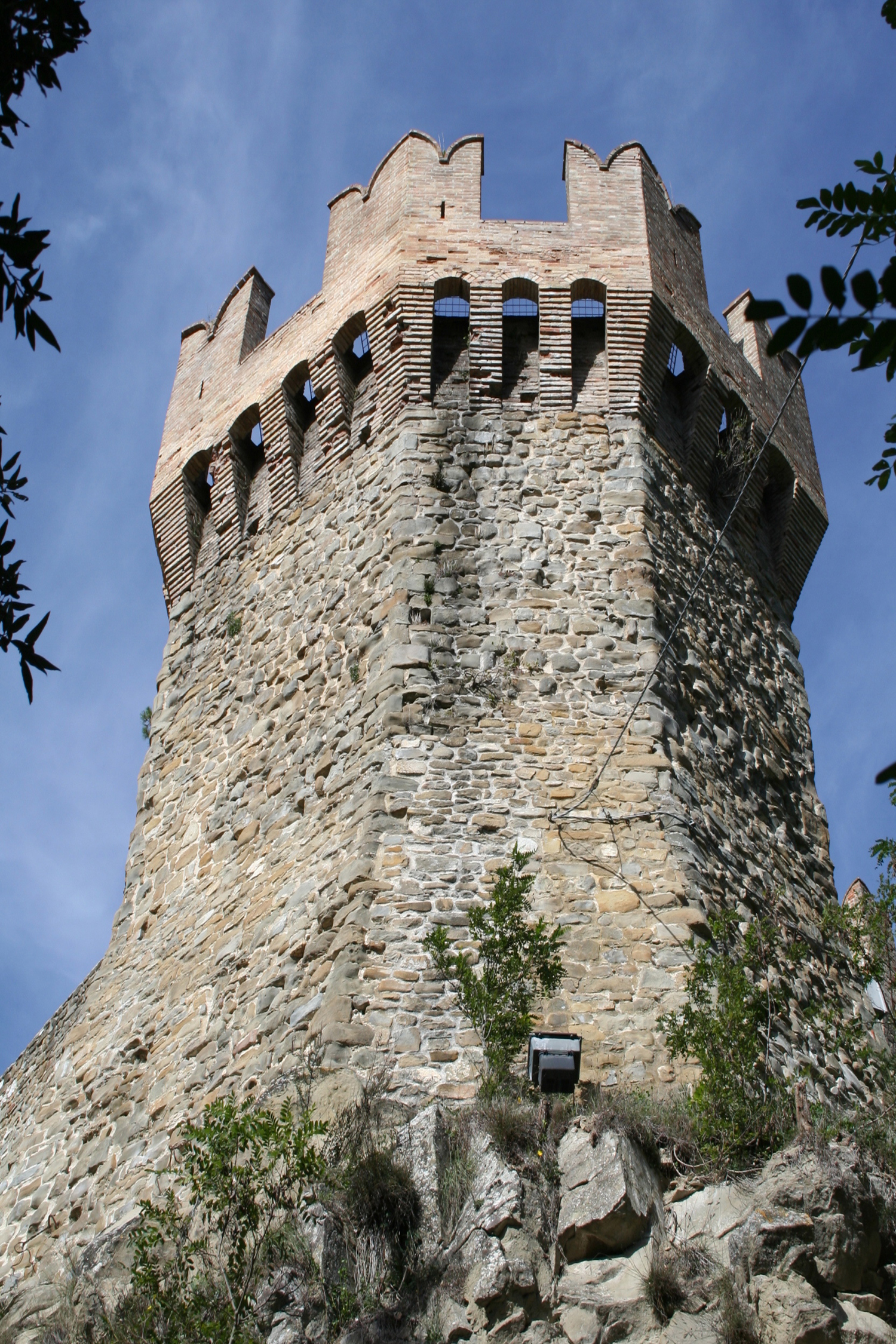
Torrione a pianta esagonale.

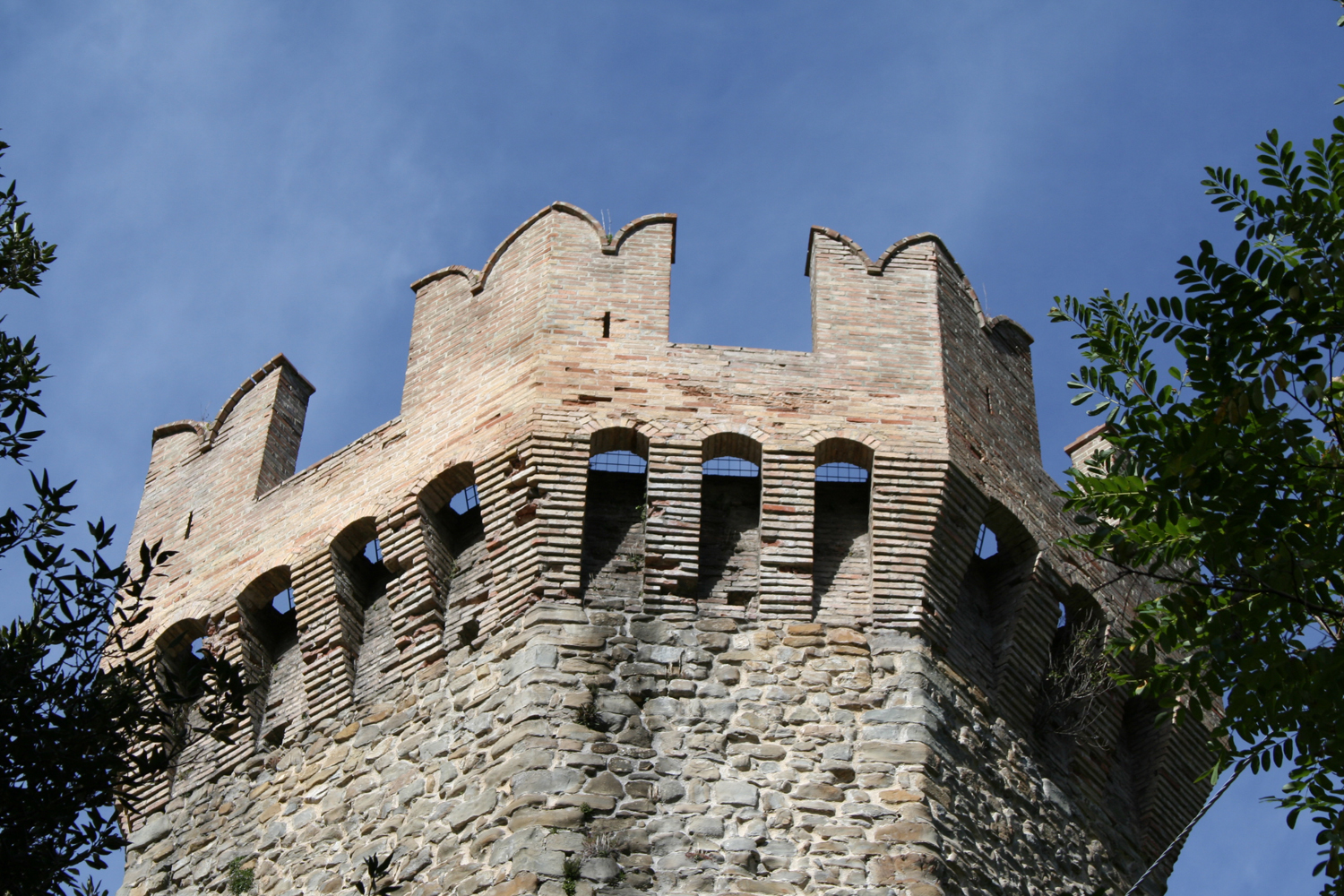
Particolare dell'opera in aggetto presente alla sommità del torrione esagonale.

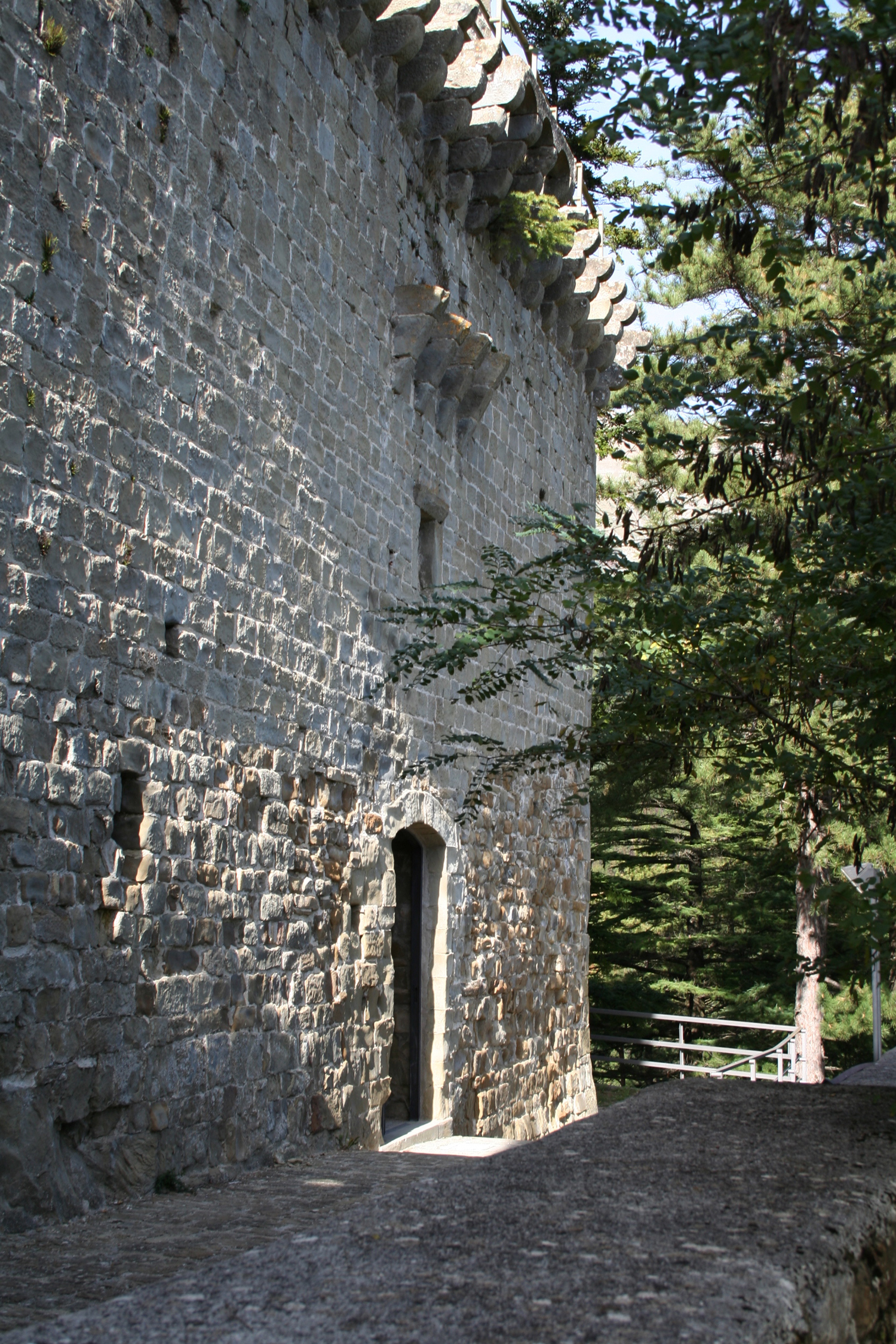
Ingresso al recinto della fortezza.

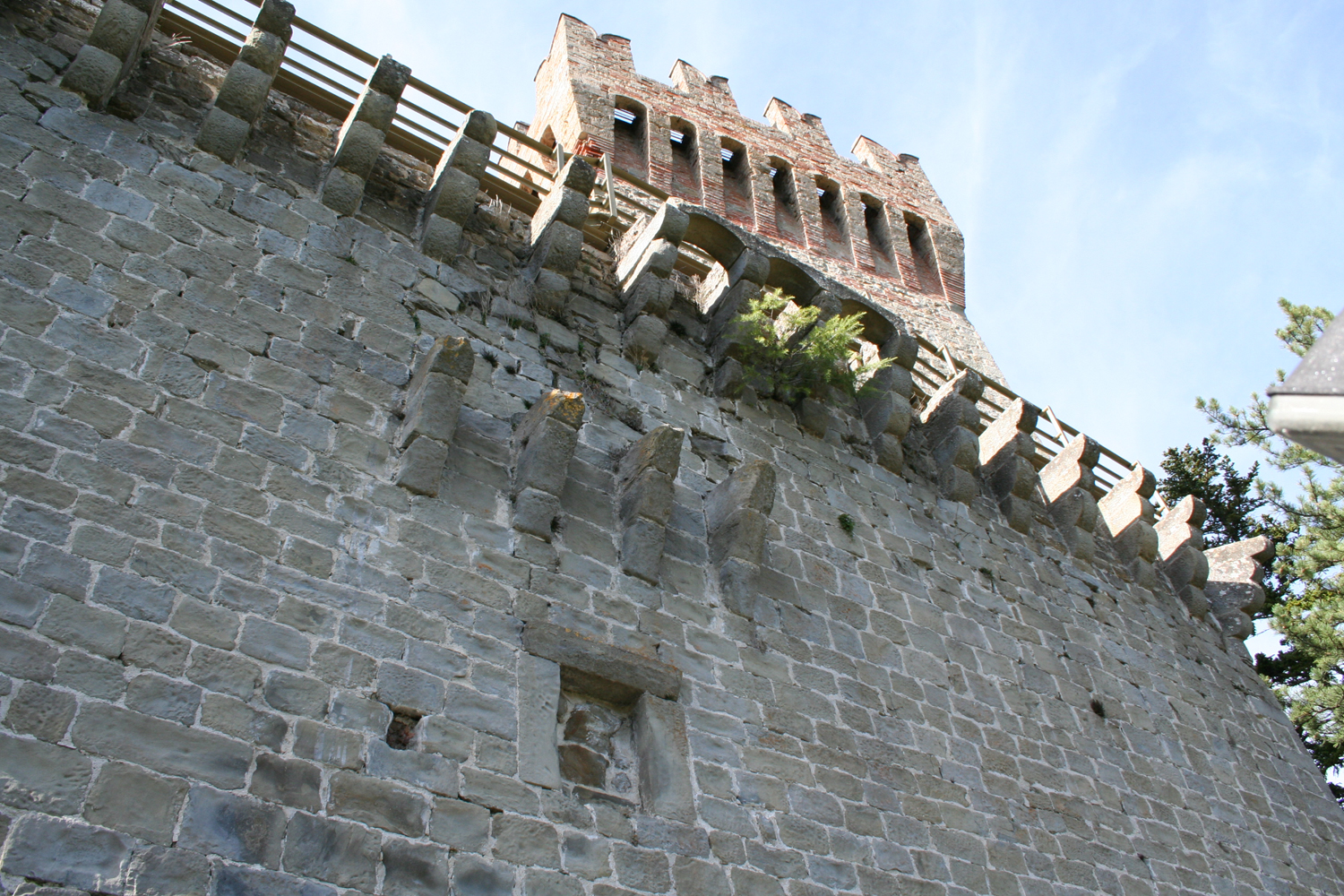
Apparato sporgente a tre ordini di mesole sovrapposte, al di sopra dell'accesso al recinto, e sovrastato dal coronamento litico che corre lungo il perimetro delle mura.

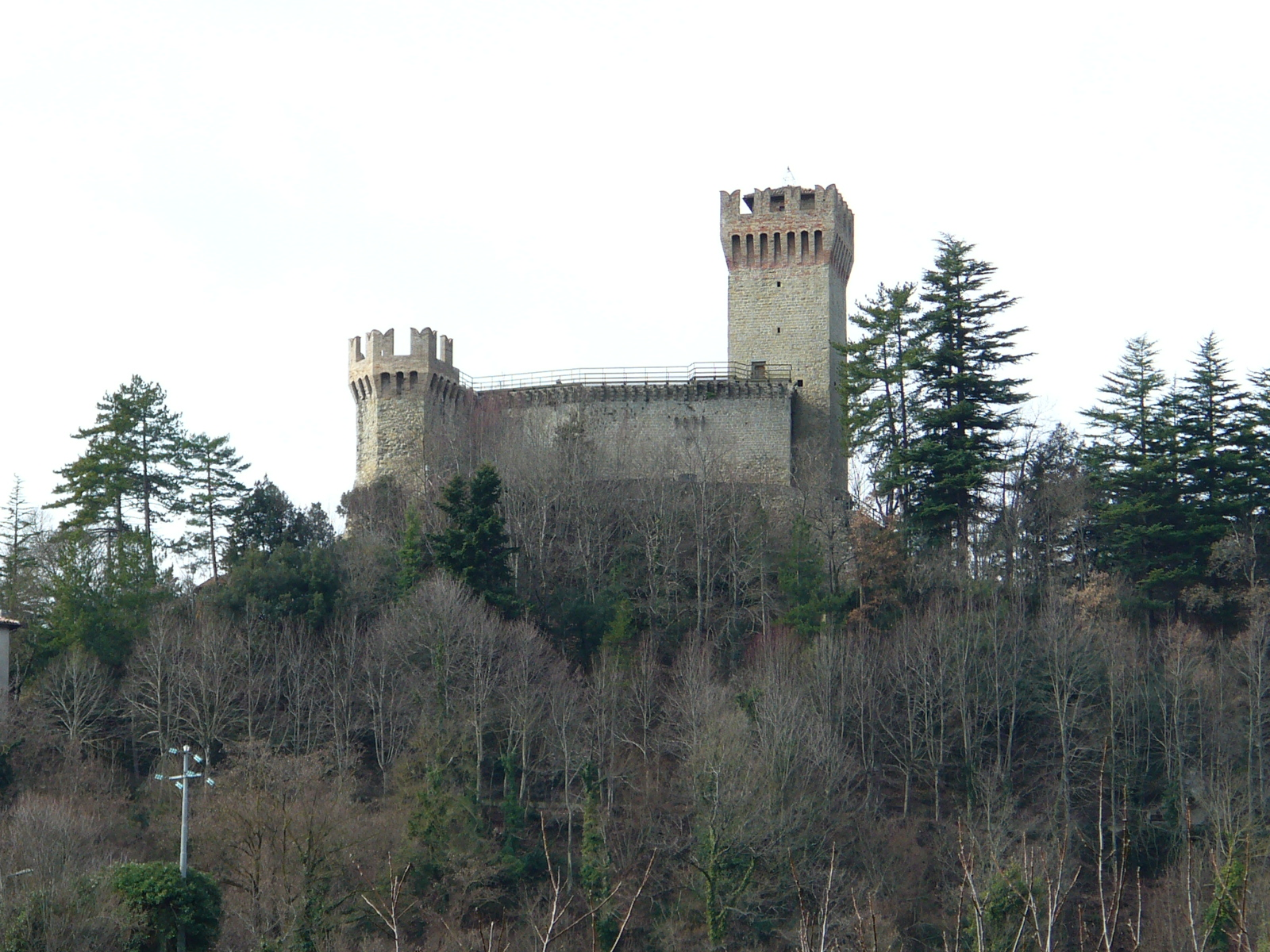
Veduta della Rocca dalla Vecchia Salaria.

La storia e le vicende della Rocca sono strettamente legate e si fondono indissolubilmente con quelle di Arquata. Da sempre territorio di confine è stata spesso contesa, con aspre battaglie e lotte furibonde, tra le città di Ascoli Piceno e di Norcia. Quest'ultima soprattutto interessata a conquistare uno sbocco sul fiume Tronto  e sulla via Salaria.
L'origine di questo insediamento militare e le sue prime citazioni risalgono all'XI e al XII secolo, epoche in cui era stata avviata la costruzione delle opere di fortificazione sul colle. L'autore Maurizio Mauro non esclude che il complesso possa essere stato elevato nello stesso luogo, probabilmente individuato dai Romani, in tempi antecedenti ed in cui possa essere esistita un’installazione difensiva ormai perduta.
Al primo momento dell'incastellamento è seguito un graduale e progressivo incremento di nuove strutture, elevate nei secoli successivi, al fine di potenziare le funzionalità del presidio. Nel corso del XII secolo, come risulta dal Regestum Farfense, l'abate Berardo III, ha acquistato il contado e la Rocca di Arquata («Arquatam adquisivit et roccam de Cupulo»). L'imperatore Enrico V di Sassonia, mediante un diploma ne ha confermato il possesso all'abbazia reatina. 
Nei primi anni del XIII secolo avuto inizio il fiorire e lo sviluppo del borgo intorno alla fortezza che si era dichiarata libero comune. Dopo la scomparsa di Federico II, la città di Ascoli si occupava di consolidare gli avamposti di difesa dislocati ai confini del territorio, minacciati dalle aspirazioni di Manfredi di Sicilia, figlio del re svevo. Per queste ragioni la città marchigiana era stata costretta «a fabricar negli Appennini un Forte per guardia dei confini occidentali affin di cautelarsi dalle scorrerie dei norcini».
Nel corso del XIII secolo, sono state costruite le mura di cinta e la roccaforte posta a guardia e a difesa della zona montana della Valle del Tronto. Alla realizzazione dell'opera hanno concretamente contribuito anche Amatrice e Castel Trione. Norcia, confederata con Arquata dal 1251, il 7 agosto 1255, l'ha ceduta ad Ascoli insieme ai possedimenti di Accumoli, Sommati, Tufo, Capodacqua, Roccasalli e Terre Summatine.
Dal XIII al XVI secolo, la Rocca ed Arquata hanno vissuto alterne vicissitudini fatte di guerre e conflitti con gli altri castelli vicini, specialmente con Norcia, mentre il dominio sulla fortezza sarà rivendicato e conteso da Ascoli.
L'insediamento arquatano compare annoverato tra le opere fortificate che appartenevano allo Stato Pontificio al tempo della riorganizzazione politico-amministrativa operata dal cardinale Egidio Albornoz durante la riconquista della Marca Anconitana. Di questo evento e del coinvolgimento della Rocca come sito avanzato di guardia dei confini sud-occidentali ne resta traccia in un concio di pietra datato 1356 murato nel prospetto principale della fortezza. Negli stessi anni la Camera apostolica sosteneva le spese per l'amministrazione del presidio come riportato nella Descriptio Marchiae Anconitane: «pro roccha Arquate pro X paghis in mense XXV florenos». Pochi anni più tardi, nel 1389, ad opera del podestà della città di Ascoli Piceno Sinibaldo Cancellieri da Pistoia, sono stati eseguiti i lavori che ne hanno rinforzato la struttura. Dopo ulteriori anni di lotta tra Norcia ed Ascoli per il dominio sulla fortezza, nell'anno 1429, papa Martino V la concedeva ai norcini: «cum eius arce, villis, territorio ed detrictum ac juribus et pertinentiis suis» con ampia giurisdizione sul suo territorio e distretto in cambio di 7.000 fiorini. 
In seguito, nell'anno 1450 Flavio Biondo scriveva: «Arquata nobil terra è tenuta hoggi da quelli di Norcia per concessione del pontefice ( [...] )». Il XV secolo vedeva lotte e alterne vicissitudini tra Ascoli e Norcia per il predominio sul territorio governato dalla Rocca che, negli anni che seguirono è rimasta quasi sempre sotto il dominio norcino. Negli anni 1798 e 1789, nel periodo della dominazione francese, Arquata era stata assorbita nel territorio del Dipartimento del Clitunno che aveva per capoluogo la città di Spoleto. La caduta del regime repubblicano nel 1798 determinava il ripristino delle istituzioni del Governo Pontificio.
Durante il periodo della dominazione francese in Italia, la Rocca veniva parzialmente ristrutturata, dotata di casematte, piazzole d'artiglieria ed ospitava un permanente presidio militare. Diveniva capoluogo di Cantone e terzo fortilizio del Dipartimento del Trasimeno dopo Spoleto e Perugia fino al restauramento del Governo Pontificio quando tornava a far parte della provincia di Ascoli Piceno. Nel 1860 Arquata e la sua Rocca sono state annesse al Regno d'Italia. La fortezza è stata poi abbandonata alla corrosione del tempo e si era progressivamente trasformata in un rudere.
Nel 1882 Giulio Gabrielli, al tempo Ispettore degli Scavi e dei Monumenti, si interessava alla fortezza, fino ad allora bene demaniale, abbandonata ed utilizzata come una «cava di materiale edile» da cui venivano arbitrariamente asportati tutti i manufatti riutilizzabili per la costruzione dei fabbricati. Dalle osservazioni, dai rilievi e dai sopralluoghi eseguiti da Gabrielli per il prefetto di Ascoli, in particolare nelle relazioni del 14 e 15 luglio 1882, emergevano la mancanza e la privazione di parti del rivestimento della cortina muraria, varie demolizioni e «due larghe breccie (…) aperte nel corpo della torre». Per queste ragioni la rocca è stata venduta al comune arquatano. In seguito hanno avuto inizio i lavori di restauro per iniziativa dell'Amministrazione comunale e della Sovrintendenza ai monumenti delle Marche e dell'Umbria.

### L'immagine più antica della Rocca
La rappresentazione più antica è visibile nel dipinto di un ex voto conservato nel Santuario dell'Icona Passatora nei pressi di Amatrice. La raffigurazione ritrae sulla sinistra dello spazio pittorico la Rocca ed un prigioniero che, implorando, chiedeva l'intercessione per la sua liberazione alla Vergine e a San Leonardo che reca in mano i ferri da contenzione. 
Il recluso, probabilmente innocente, è stato rimesso in libertà nel mese di giugno dell'anno 1485.
La didascalia dell'opera ricorda la grazia ricevuta con queste parole: «nella Rocca d'Arquata recomannose a questa vergene Maria e fo liberato».

### Cronologia storica essenziale

#### XI - XIII secolo
- 1099 - 1119 - Berardo III, abate, acquistava Arquata ed altri centri per l'Abbazia di Farfa.[25]
- 1251 - Il 21 maggio, Arquata si confederava con il comune norcino e s'impegnava ad offrire ogni anno un palio di seta per la ricorrenza dell'Assunta.[16][25][26]
- 1255 - Il 7 maggio, il comune di Norcia cedeva la Rocca, Capodacqua, Tufo, Accumoli, Roccasalli e Terre Sommantine al Governo di Ascoli.[26] Nello stesso anno Papa Alessandro IV ordinava al Rettore della Marca di stanziare una somma da destinare alle casse della città di Ascoli al fine di potenziare le strutture di difesa dei castelli sparsi nel territorio di competenza, tra i quali figurava anche Arquata.[16]
- 1263 - Arquata, come altri centri del territorio Piceno, doveva avere a disposizione un contingente armato composto da 6 balestrieri, 6 guastatori ed 8 soldati.[25]
- 1293 - Arquata, ed altri comuni, consolidavano i patti di fedeltà (o di vassallaggio) con Ascoli, riconoscendo al contempo soggezione e sudditanza nei confronti del governo ascolano, con l'offerta di un Palio[27] e la partecipazione ai giochi della Quintana. Ad Ascoli, al tempo, interessava avere fortificazioni a difesa dei confini occidentali per fronteggiare le continue incursioni della città di Norcia.[15][16][28][29]

#### XIV secolo
- 1317 - Arquata rinnovava il patto di vassallaggio con la città di Ascoli.[15]
- 1334 - La città di Ascoli si svincolava dal dominio della Chiesa dopo la morte di papa Giovanni XXII proclamandosi repubblica indipendente. Arquata, anch'essa fedele al papato, provava a sottrarsi al dominio ascolano rinunciando alla sua protezione.[13][16]
- 1337 – La città di Ascoli, per non perdere il possedimento della Rocca e per sedare la ribellione di Arquata al suo dominio, cingeva d'assedio il presidio e lo riconquistava, riconfermando anche il patto di alleanza.[13][15][16][30]
- 1348 - Ascoli dichiarava guerra alla Rocca. L'esito del conflitto vedeva Arquata arrendersi agli ascolani.[25]
- 1350 - Galeotto I Malatesta attaccava Arquata per sedarne la ribellione, ma riportava la sconfitta.[25]
- 1356 - Nelle Constitutiones Aegidianae, Arquata era elencata tra le «civitates et terrae magnae et mediocres».[16]
- 1357 - All'interno delle Constitutiones Aegidianae Ascoli era annoverata tra le «civitates maiores» ed Arquata, insieme con Offida, era elencata fra le «civitates et terrae magnae ed mediocres».[16]
- 1377 - Arquata doveva tributare un palio alla città di Ascoli per la ricorrenza della festa di sant'Emidio.[25]
- 1378 - Il 12 dicembre, il Duca d'Acquaviva marciava su Arquata, occupata da Norcia e sconfiggeva gli umbri con pesanti perdite. Nei giorni compresi tra il 6 ed il 13 dicembre, papa Urbano IV affermava di non concedere ad alcuno il «possesso di Arquata» esonerandola, al contempo, dal pagamento di ogni tributo escluso il «censo antico».[26]
- 1384 - Ascoli si riappropriava del dominio su Arquata cacciando i nursini che, nel frattempo, si erano reinsediati.[26]
- 1386 - Arquata, stringendo un patto con Fermo, ne accettava un podestà nelle cui «mani giureranno li massari et homini d'Arquata», al contempo prometteva la consegna di un Palio di seta per le festività dell'Assunta.[25]
- 1387 - Il condottiero Boldrino da Panicale attaccava la Rocca, ma respinto dagli arquatani.[25]
- 1390 - Di nuovo, lo stesso Boldrino da Panicale tentava un assalto ad Arquata riuscendo ad occuparla. In un secondo momento gli abitanti lo respingeranno.[25] Il 5 dicembre, Arquata stipulava con Norcia un trattato di pace.[26]
- 1395 - Arquata e la sua Rocca erano state conquistate dalle truppe di Matteo d'Acquaviva.[25]
- 1397 - Hanno avuto inizio le aspre battaglie tra Ascoli e Norcia per il possesso della Rocca che si concludevano con alterne vittorie tra le due città. Arquata diveniva una roccaforte di Norcia e dei ghibellini ascolani fuoriusciti. In seguito, la città di Ascoli la cingeva d'assedio e la espugnava, riconquistandola.[7]

#### XV secolo
- 1418 - In questo anno si ricorda il tentativo di Norcia per ottenere da papa Martino V i possedimenti di Arquata e di Cerreto.[26]
- 1426 - Astorgio Agnesi, vescovo, governatore pontificio della Marca Anconitana e del Ducato di Spoleto dal 1426 al 1427, concludeva la pace territoriale tra Arquata e Norcia presso Fonte del Vescovo, località della Piana di Cavaliera.[26]
- 1429 - Il 19 luglio,[31] papa Martino V cedeva Arquata in vicariato a Norcia ricevendo in pagamento 7000 fiorini.[32] Il 20 novembre, dello stesso anno, gli arquatani giuravano obbedienza e fedeltà a Norcia. A partire da questo momento fino al 1816, Arquata resterà sotto la soggezione della giurisdizione norcina, tranne che per alcuni periodi.[31]
- 1432 - Il 12 febbraio, Benedetto de Sabellis di Norcia, allora podestà di Arquata, emetteva la sentenza di condanna capitale per Petruccio di Cascia, uomo di malaffare e vagabondo, che aveva commesso azioni delittuose tra il 1410 ed il 1432, e dimorava tra Faete e Trisungo.[31]
- 1433 - Il 25 dicembre, Francesco Sforza stipulava patti con la città di Ascoli e tra gli accordi vi era anche la previsione del recupero del dominio su Arquata.[31]
- 1435 - Il giorno 11 gennaio, Eugenio IV rilasciava una quietanza al comune di Norcia per la somma di 6.850 fiorini che aveva dato a Francesco Sforza come censo e sussidio di Arquata e Norcia.[31]
- 1437 - Cola di Biagio di Norcia risultava essere il podestà di Arquata.[31]
- 1438 - Francesco Sforza, il 5 luglio, firmava presso il paese di Capodacqua un capitolato con la città di Norcia. Con questo atto Arquata passava in garanzia al conte che diveniva il nuovo beneficiario delle tasse pagate da Norcia per il possesso di Arquata. Il 19 luglio dello stesso anno, arrivavano ad Arquata i castellani mandati da Norcia e l'8 ottobre eleggevano un nuovo podestà.[31]
- 1439 - Nel mese di maggio, Stasio Barattani di Norcia era podestà di Arquata.[31]
- 1441 - Norcia corrispondeva le taglie di Arquata a Nicolò Piccinino. Il 31 ottobre risultavano Benedetto Buoconti come podestà di Arquata e Miliano Nursini vicario.[31]
- 1447 - Arquata ritornava sotto il dominio norcino quando finiva l'occupazione degli Sforza sulla Marca anconitana.[33]
- 1454 - Il 29 ottobre, papa Niccolò V stava che Norcia doveva versare «taglie e sussidi dovuti per se stessa e per Arquata» non più al tesoriere del Ducato, ma direttamente alla Curia romana.[33]
- 1466 - Nel gennaio di questo anno, i norcini respingevano la città di Ascoli che, con il supporto di Accumoli ed Amatrice, conquistava Arquata ma non la rocca. Nel mese di Febbraio, l'arcivescovo di Milano, Stefano Nardini otteneva un trattato di pace tra Ascoli e Norcia. Il 3 maggio il pontefice Paolo II ratificava la tregua e, il 22 novembre, ordinava a Norcia di consegnare Arquata e la rocca. Vista l'inadempienza dei norcini li scomunicava ed acconsentiva che fossero catturati come ribelli contro la Chiesa.[33]
- 1467 - All'inizio del mese di gennaio, Norcia non aveva ancora obbedito alle richieste papali, così Paolo II inviava contro Arquata Braccio Baglioni con a seguito uomini armati. Il 31 gennaio Norcia si arrendeva al pontefice e restituiva la fortezza ed Arquata nelle mani di Chierichino Chiericato, capitano di Paolo II.[33] Il 7 luglio il papa esentava Arquata dal pagamento di ogni taglia per conservarne il dominio. Il 20 agosto Ascoli, Amatrice ed Accumoli si riappacificavano con Arquata alla presenza del commissario pontificio Niccolò Bonaparte.[34]
- 1468 Lo Stato Pontificio promuoveva nuove opere di potenziamento per la fortificazione.[18]
- 1469 - Norcia emetteva un mandato di pagamento a favore dei maestri lombardi Francia e Beltramo per aver eseguito lavori presso la Rocca.[34]
- 1471 - Il giorno 8 del mese di ottobre, gli ascolani chiedevano al papa Sisto IV la restituzione di Arquata, mentre sul finire dello stesso si vociferava che la Rocca ed Arquata sarebbero tornate sotto la giurisdizione norcina.[34]
- 1472 - 1474 - Il 13 gennaio 1472 Norcia poneva in essere manovre per il recupero dell'influenza su Arquata. Al contempo Sisto IV rassicurava Ascoli che non avrebbe consentito alla città umbra alcuna concessione sulla fortezza. Il 6 marzo del 1474, lo stesso papa confermava la sua intenzione di non rinunciare ad Arquata.[34]
- 1477 - Una delegazione norcina si recava a Roma per riavere il dominio sulla Rocca e lo otteneva. Il 7 ottobre, Battista Quarantotto di Norcia era eletto con la carica di prefetto della Rocca.[34]
- 1479 - Papa Sisto V revocava a Norcia il dominio sulla Rocca arquatana ed inviava un contingente di 400 fanti ascolani per liberarla dall'occupazione norcina.[25] Dal contenuto di una pergamena custodita nell'Archivio di Stato di Ascoli Piceno si legge: «castrum prefatum Arquate cum illius arce sive fortilicio huismodi nullo unquam tempore vendi, donari, alienari» [35]
- 1486 - Le pretese di Norcia su Arquata erano respinte da papa Innocenzo III.[25]
- 1491 - Norcia rientrava in possesso del presidio difensivo.[35]
- 1492 - Il 4 aprile di questo anno si compilava un inventario, redatto nella Rocca, per consegnarla ai nuovi castellani norcini.[35]

#### XVI - XIX secolo
- 1514 - La Camera Apostolica autorizzava Arquata alla riscossione del diritto pedaggio sul suo territorio.[25]
- 1525 - Il 3 ottobre di questo anno erano stati affidati lavori per alcune opere da eseguire sulla sommità della rocca a mastro Vincenzo Marunicci da Norcia.[36]
- 1527 – Arquata rientrava nei possedimenti di Norcia per un canone annuale corrisposto dagli umbri pari 280 fiorini.[37]
- 1554 – In questo anno si verificava il tramonto delle autonomie locali, poiché le cariche dei pretori e dei castellani divenivano di nomina papale.[37]
- 1616 - Il presidio arquatano ricadeva ancora sotto l'influenza di Norcia per i servizi dei legati postali che dipendevano dalla città umbra.[25]
- 1799-1809 - La Rocca tornava sotto il governo dello Stato Pontificio. A seguito dell'invasione napoleonica diventava la terza fortezza del Dipartimento del Trasimeno dell'Impero Francese.[38]
- 1816 - Il territorio arquatano faceva parte della Delegazione apostolica di Ascoli dopo la restaurazione del Governo Pontificio.[39]
- 1826 - Filippo Pressoni di Offida riceveva il compenso di 251 scudi per aver eseguito «lavori occorrenti alla Rocca di Arquata e precisamente nella parte meridionale».[36]
- 1860 - Arquata entrava a far parte del Regno d'Italia[40] e divenne sede del II Mandamento di Ascoli.[41].

### Epigrafia
Nel corso dello scavo, eseguito nella corte centrale della fortezza, nell'anno 1992, è stato riportato alla luce lo stemma litico, datato 1389, appartenuto al guerriero Sinibaldo della famiglia Cancellieri di Pistoia. Il reperto consiste in una lastra di travertino che misura cm. 54,5 x 52,5. Il manufatto presenta nella porzione superiore l'arme di uno scudo troncato privo della raffigurazione del cinghiale che doveva sovrastare il complesso degli elementi che contrassegnano l'insegna gentilizia della famiglia Cancellieri. Il lato inferiore della pietra mostra l'iscrizione scalpellata in alfabeto gotico maiuscolo, (le lettere misurano cm. 3-1,7), dove si leggono, con incisione ed allineamento incerti, le parole:
Antonio Salvi ipotizza che l'epigrafe potesse concludersi con la dicitura: «honorabilis potestatis civitatis Esculi», andata perduta a causa della rifilatura della lastra.
La presenza dello stemma è riferibile alla consuetudine trecentesca di apporre sulle mura delle fortezze le insegne araldiche dei castellani che le governavano su incarico della Santa Sede o per mandato della città dominante.
Le fonti pistoiesi documentano che Sinibaldo era podestà della città di Ascoli già nel 1386, incarico che fu rinnovato per la durata di altri 6 mesi con decorrenza dall'ottobre dell'anno 1388. Per questa ragione, nei primi mesi del 1389, era ancora podestà ascolano e nel corso di questo mandato ha commissionato degli interventi per le strutture difensive della fortezza arquatana.

### Armi in dotazione alla guarnigione della Rocca
Presso l'Archivio della città di Norcia sono conservati antichi documenti che riportano, annoverano e dettagliano le attrezzature, le armi e i pezzi di artiglieria a tiro parabolico di cui era dotata la guarnigione della Rocca di Arquata. In un inventario della fortezza comparivano: «una bombarda longa due pezzi fornita et ferrata con cippe, quatro piastre et zeppe, una spingarda longa ovver ciarabactana de doi pezzi fornita con lu cippo et cavallicto, una bombarda mezza de uno pezo co lu cippo, ferrata con una piastra, et zeppa de ferro et cippo fornita, una bombarda grossa senza cippo con piastre quatro et altre bombarde e bombardelle.»
In un altro documento, redatto al tempo in cui era castellano della Rocca Ambrogio da Montefortino, si trovano descritte numerose armi, mobili contenitori, botti per la conservazione del vino, utensili di uso quotidiano ed altri oggetti custoditi tra le mura della fortezza, tra i quali figuravano: «doimila e octocento aste senza ferri tra i targoni dipinti de l'armi de Papa Pio IV e la bandera de Papa Paulo II.», ed ancora: «l'arca vecchia per fare lo pane, gli arconi granarii da tenere lo grano fra le pallocte del plumbo et scoppitti fra altre botti da octi some et corazze et celate et la robusta catena de ferro per levare il ponte levatoio et mucchi a piramide di palle de pietra per le bombarde e le mille e novecento aste guarnite de ferro et i tremila verrectoni senza aste.»
Gli Statuti di Norcia, come ricorda Romano Cordella, prevedevano che al termine del mandato di ogni castellano dovevano lasciarsi in dotazione dell'armeria alla fortezza «500 verrettoni da balestra in legno di faggio privi della punta di ferro» e «12 palle di pietra ben lavorate atte a bombardare».

### Restauri
Nel corso dei secoli la Rocca è stata oggetto di vari interventi di manutenzione e consolidamento, tra i quali quelli avvenuti negli anni:
- 1525 - Il 3 ottobre sono stati affidati lavori riguardanti la porzione superiore della rocca a mastro Vincenzo Marinucci da Norcia.[36]
- 1544 - Norcia provvede ad ulteriori lavori:«alla custodia, alla munizione e alla riattazione della rocca».[36]
- 1564 - In questo anno vi è stato il primo intervento di restauro della fortezza, documentato ed autorizzato dal Comune di Norcia.[46]
- 1703 - Il terremoto dell'Aquila del 1703 aveva causato danni e lesioni alla struttura e determinato la necessità di opere di ripristino.[46]
- 1826 - L'imprenditore offidano Filippo Pressori, per un compenso di 251 scudi, pone in essere i lavori di manutenzione occorrenti alla parte meridionale della fortezza.[36]
- XIX secolo - Agli inizi di questo secolo ha avuto luogo un intervento di rifacimento del fortilizio.[44] Alla fine del XIX secolo so stati eseguiti i lavori di restauro che hanno ricomposto la torre più alta, il torrione esagonale e la cortina che collega i due edifici.
- XX secolo - La Rocca è stata nuovamente restaurata negli anni venti del Novecento con i lavori del progetto di Giuseppe Sacconi,[44] scomparso nel 1905, cui si è avvicendato Dante Viviani. Con lo scoppio del primo conflitto mondiale i lavori sono stati sospesi. Ricominciavano negli anni 1922-1923 sotto la direzione di Luigi Serra.[4] Nel corso di questi interventi è stata costruita la stanza quadrangolare che insiste sulla cima del mastio.[47]
- 1966 - Vi sono stati ulteriori lavori conservativi.
- Anni novanta del XX secolo - L'ultimo restauro è avvenuto in tempi recenti. I lavori, curati da Dario Nanni e Sergio D'Auria, hanno provveduto a risanare le mura di cinta e delle torri, mentre all'interno degli spazi del recinto murario è stata allestita una sala polifunzionale.[44]

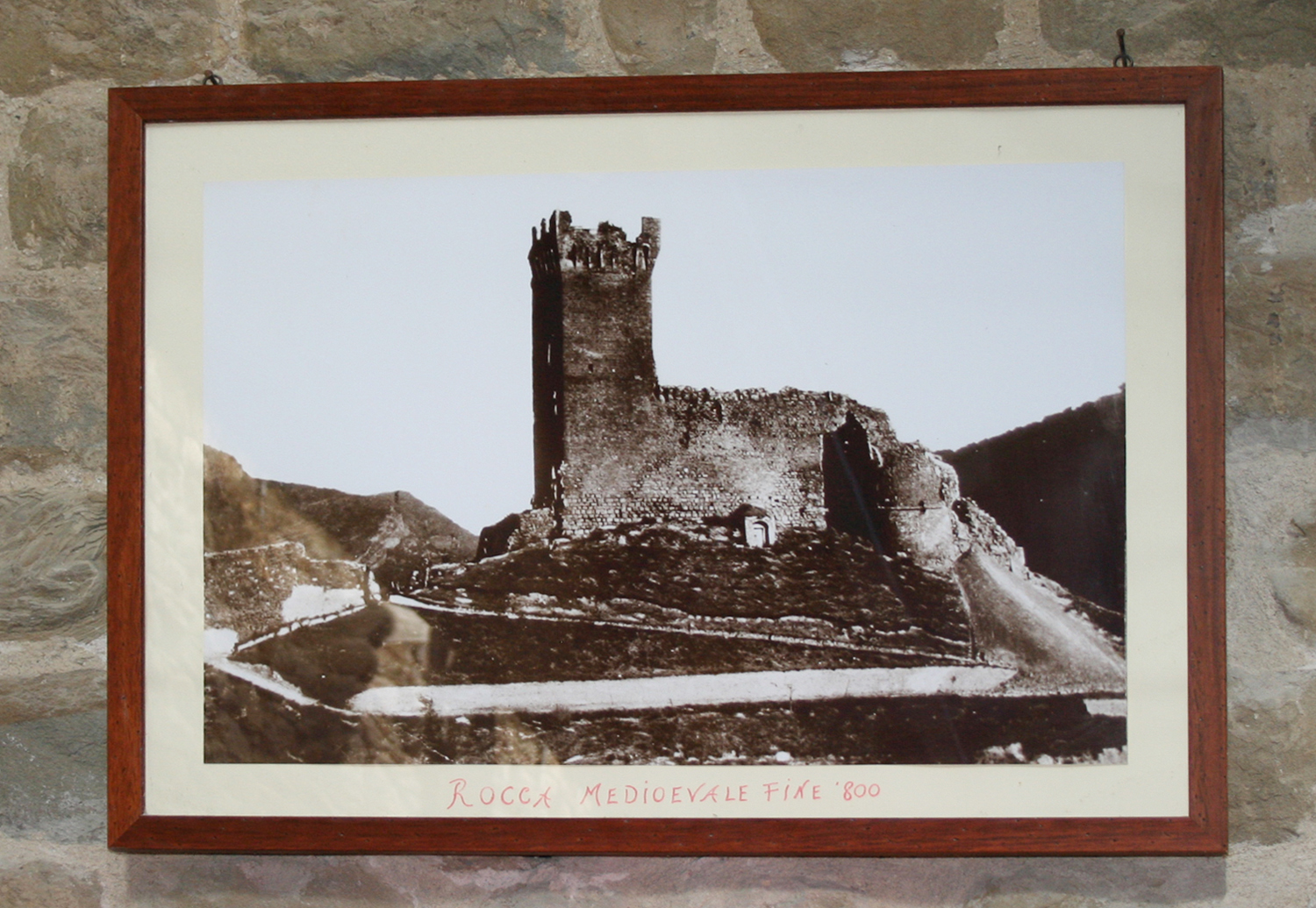
La Rocca a fine '800.
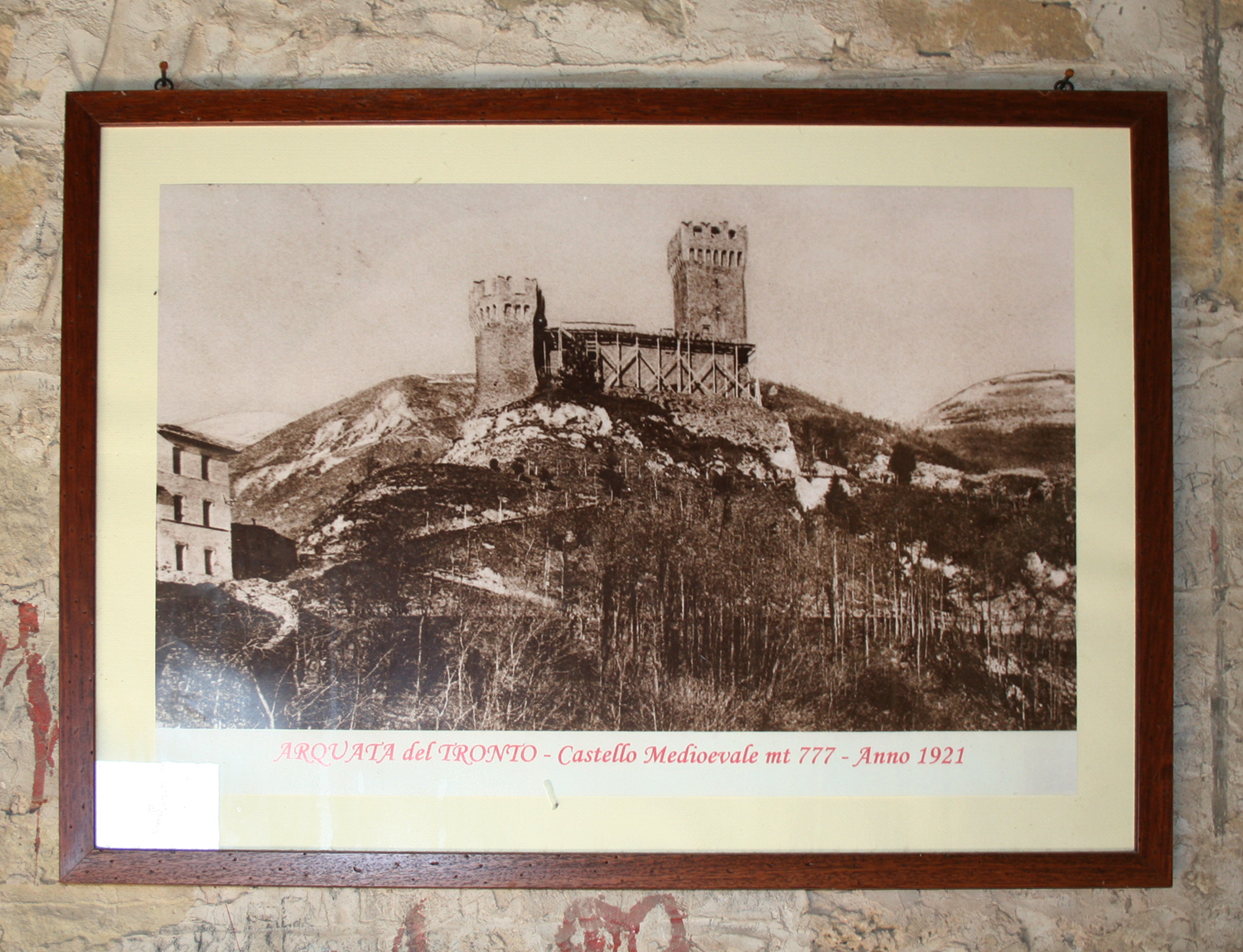
Immagine della fortezza durante i restauri curati da Giuseppe Sacconi.
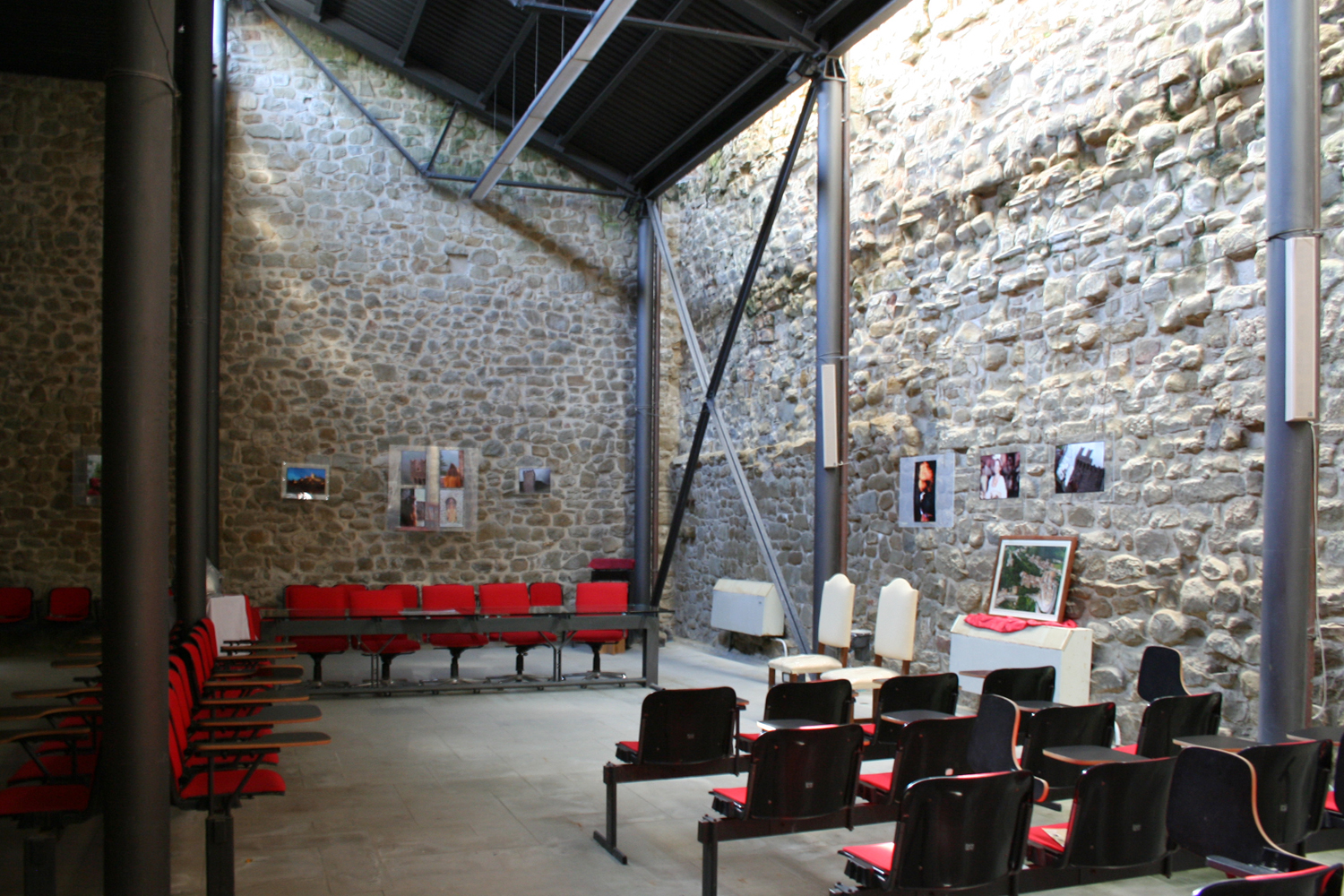
Sala polifunzionale allestita nello spazio del recinto interno alla Rocca.

### La leggenda della Regina Giovanna
Alla storia di questa fortezza è legata anche una leggenda. Secondo la tradizione popolare, la Rocca di Arquata è stata la residenza della regina Giovanna d'Angiò, negli anni compresi tra il 1420 ed il 1435. Alcuni autori scrivono che la sovrana, forse, avrebbe ricostruito la Rocca che, al tempo, rappresentava l'ultimo avamposto di difesa del Regno di Napoli, sebbene fino ad ora non siano stati trovati riferimenti di accredito archivistico che ne comprovino la validità.
La regina, cui si fa riferimento, è probabile che sia Giovanna II d'Angiò, detta Giovanna La pazza. Lo storico ascolano Antonio De Santis cita Giovanna II d'Angiò come colei che ha «lasciato ricordi in Ascoli, anzi ad Arquata ove la Rocca è ancora chiamata col suo nome».
La leggenda, non identifica con certezza di quale delle regine di nome Giovanna, appartenute alla dinastia angioina, si tratti. Il racconto tramanda che la sovrana era solita invitare nella sua stanza, posta sulla torre più alta, i giovani pastori per intrattenersi con loro durante la notte. Il destino e la sorte degli ospiti erano legati all'insindacabile giudizio della donna che, se insoddisfatta, non esitava a far appendere i malcapitati ai torrioni del maniero. Da questa narrazione deriva la popolare definizione "Castello della Regina Giovanna", altro nome con cui localmente è conosciuta e pittorescamente chiamata la Rocca. Sempre la leggenda vuole che il fantasma della sovrana si aggiri, ancora oggi, all'interno della fortezza «dimostrando di possedere sempre quell'indomabile irrequietezza che contraddistinse la sua umana esistenza».

## Architettura
L'intero complesso fortificato è stato definito dall'autore ascolano Bernardo Carfagna come una costruzione «equilibrata ed elegante nelle proporzioni». I suoi edifici, implementati nel corso dei secoli, hanno contribuito ad incrementarne progressivamente la difendibilità e la sicurezza. La fortezza è il risultato di vari interventi di restauro ed ampliamento protrattisi dall'inizio della sua elevazione fino al termine del XV secolo, considerati come modifiche necessarie per adeguarne e migliorarne lo scopo dello sviluppo funzionale. L'evoluzione e l'integrazione degli elementi architettonici è avvenuto in 4 momenti: l'elevazione del mastio, la costruzione di cortine di protezione con beccatelli e caditoie sovrastate da merlatura a parallelepipedo (in seguito a coda di rondine), la costruzione della torre poligonale e la successiva fabbricazione del torrione a base circolare. L'intero corpo di fabbrica della Rocca è stato innalzato utilizzando blocchi di pietra arenaria dei monti Sibillini. Sulla sommità delle torri è presente un'opera di aggetto eseguita in laterizio e travertino, idonea alla difesa piombante, rifinita da una merlatura a coda di rondine.
Le consistenze architettoniche della fortezza nel 1492 possono essere ricavate da un inventario, redatto il 4 aprile dello stesso anno, per consegnare il presidio ai castellani provenienti dalla città di Norcia. Vi sono elencati una serie di ambienti e dotazioni che rendevano funzionali i suoi spazi alla guarnigione che vi risiedeva. Si contavano: un ponte levatoio con argano a catene, la torre del mastio, un torrione, una loggia, un'armeria per la conservazione di munizioni ed armi, una cucina, una cisterna, un granaio, un magazzino ed alcune camere. Nell'inventario redatto il 31 gennaio 1467 è stata menzionata anche una «conselva» che aveva la consistenza di un ambiente destinato alla conservazione degli arnesi e delle masserizie necessarie, come: armi, polvere da sparo, derrate alimentari, ferri per la detenzione di prigionieri. Nel cortile interno vi era la neviera.

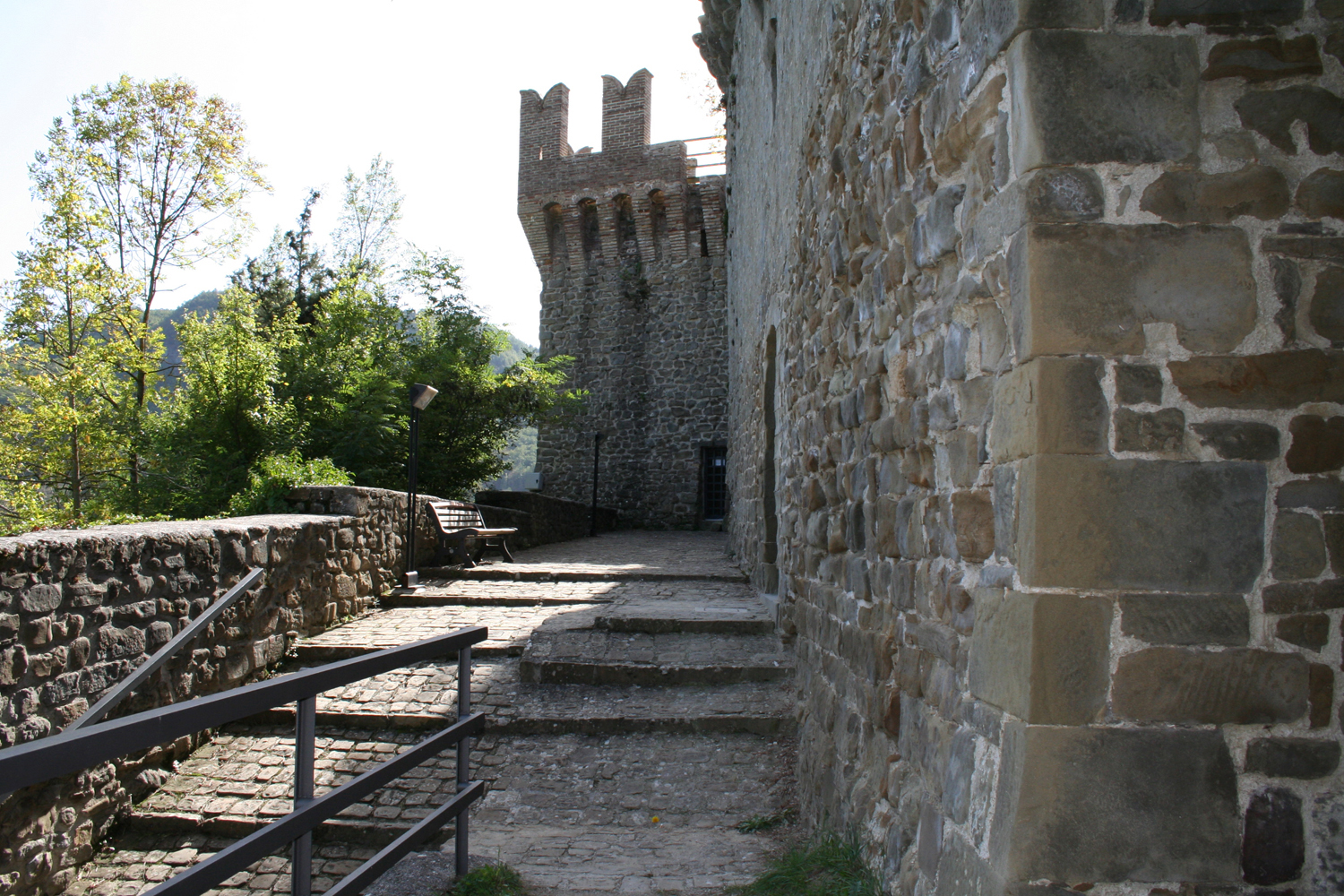
Porzione del recinto murario.
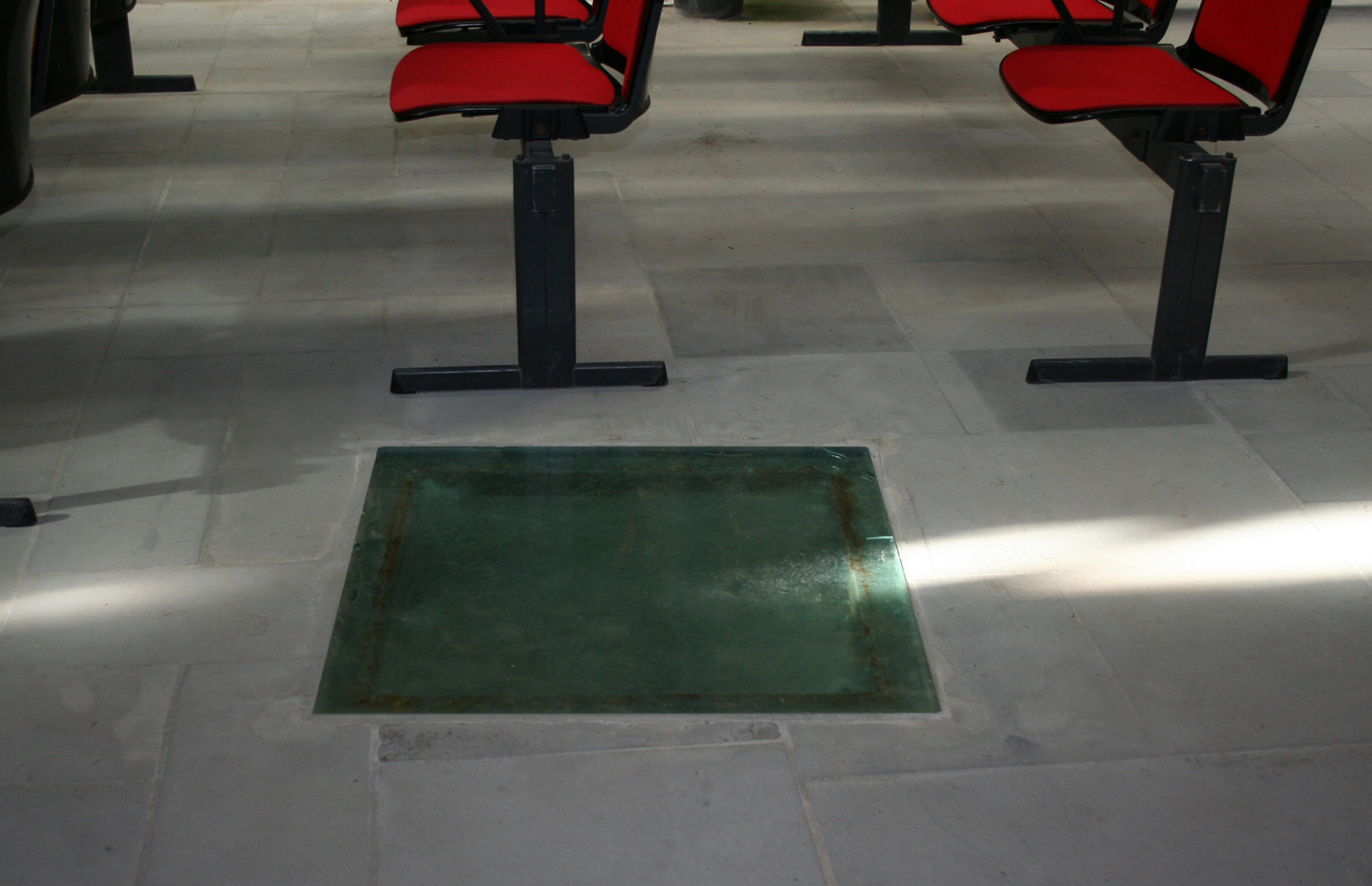
Botola della neviera della Rocca all'interno delle mura di cinta (oggi sala polifunzionale).

### Strutture della Rocca
L'impianto che contribuisce a formare l'intero corpo di fabbrica della Rocca è costituito dagli edifici delle 2 torri, dai resti del terzo torrione, ormai scomparso, del quale affiora il perimetro di fondazione e dalla cinta muraria, parzialmente conservata. Quest'ultima è stata descritta nella Relazione Malvasia del 1578 in cui si legge:«Da una parte verso il Tronto non hà ne mai hà avuto muraglie essendo assicurata da una Ripa altissima et dirupata dalle altre parti è cinta di mura mà vecchie et che in molti luoghi hanno bisogno di risarcimento.» Le opere murarie che cingevano la fortezza presentavano 5 varchi protetti da porte, aperte in corrispondenza delle vie di accesso. Ogni entrata era dotata di una torre di rinfianco detta «vegliarola» che ospitava almeno 2 guardie sia di giorno e sia di notte per garantire la costante continuità della sorveglianza.

#### Le torri

##### Il mastio
Dagli scritti di Maurizio Mauro si apprende che dalle fonti consultate si può attestare l'elevazione della «torre maestra» al XIII secolo. La descrive come il primo elemento difensivo ad essere stato costruito deducendolo dall'inventario dell'anno 1492 in cui è documentata come «mastra torre». La colloca nel «sito naturalmente predisposto alla difesa e controllo dell'area sottostante (…) e comunque in area ove esistevano vestigia di fortificazioni ben più antiche. Forse romane.»  Nata come «Turris speculatrix» ed in seguito divenuta «Turris Capitis», ovvero la «Torre di Comando» della fortezza, cui erano affidati i compiti di avvistamento e di dare allarme generale nel caso vi fossero stati tentativi di entrata nel territorio sottoposto a controllo. Il segnale poteva essere trasmesso attraverso il suono della campana principale che si trovava sulla sommità della torre o da una cannonata di avviso dopo l'introduzione dell'uso dell'artiglieria. Il suo interno era ripartito in 6 livelli, compresa la battagliera ossia l'ultimo piano che oggi è coperto dalla casupola. In origine era coronata da merli alla guelfa, ossia da una merlatura composta da forme sagomate a parallelepipedo. Nell'inventario compilato il 31 gennaio 1467 si legge la descrizione della cima della torre: «item in cima della torre in nello capanello una lictiera in punto Item uno banchichto denanti allu lecto de s … … De fore alla torre.» L'esposizione restituisce l'immagine di ciò che vi era sulla cima della torre: una piccola capanna dotata di un letto e di un piccolo banco per appoggiare le armi e gli indumenti della sentinella.
Gli autori Narciso Galiè e Gabriele Vecchioni posticipano la fabbricazione del mastio al periodo compreso tra il XIV ed il XV secolo. La torre, esposta a nord, era destinata all'avvistamento e alla difesa estrema. L'edificio si eleva da una base quadrata il cui lato misura circa 8 metri e raggiunge un'altezza di 24. Questo è l'elemento più imponente della fortificazione che, con una doppia cinta muraria, si raccorda tuttora al torrione esagonale. Alla sua sommità si trova la stanza quadrangolare, realizzata durante il restauro eseguito nei primi anno del XX secolo, che ha preso il posto della vela in muratura che proteggeva la campana di allarme della fortezza. All'interno del mastio, durante l'ultimo restauro, è stata collocata la scala in ferro che conduce fino al cammino di ronda della merlatura.

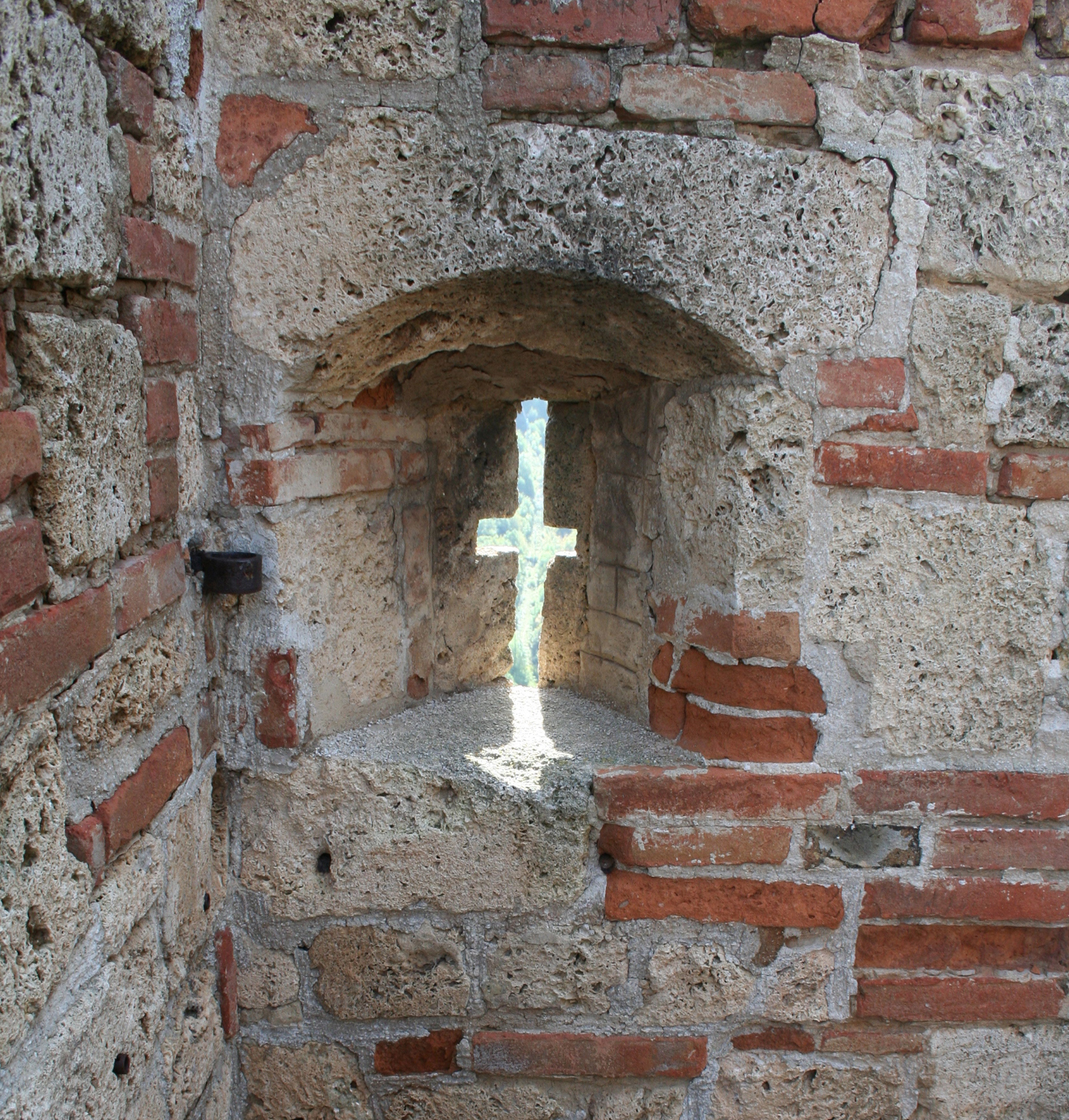
Particolare della feritoia cruciforme bivalente, idonea per l'uso di armi da fuoco e da corda, vista dall'interno della merlatura.
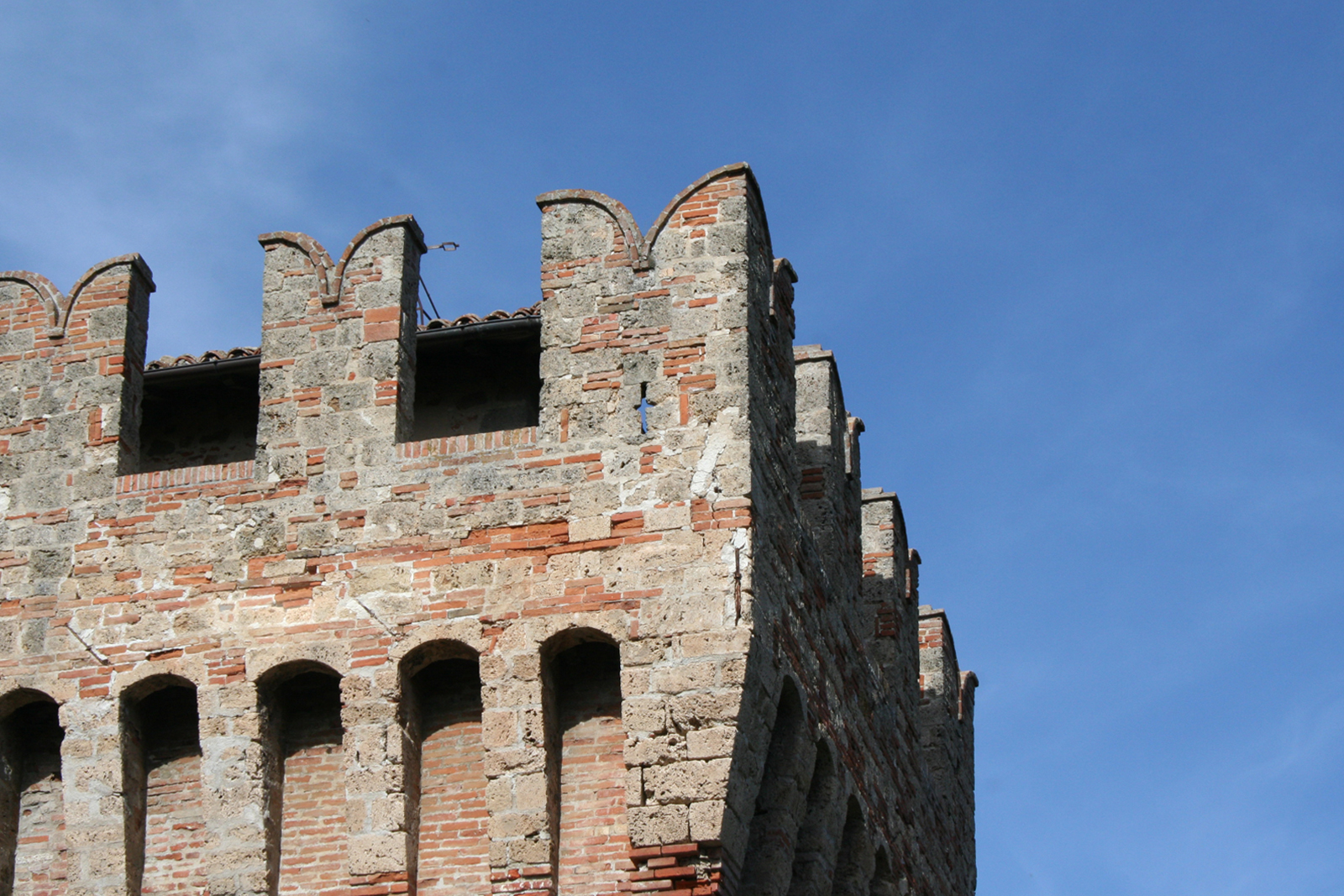
Una feritoia cruciforme sulla merlatura angolare.
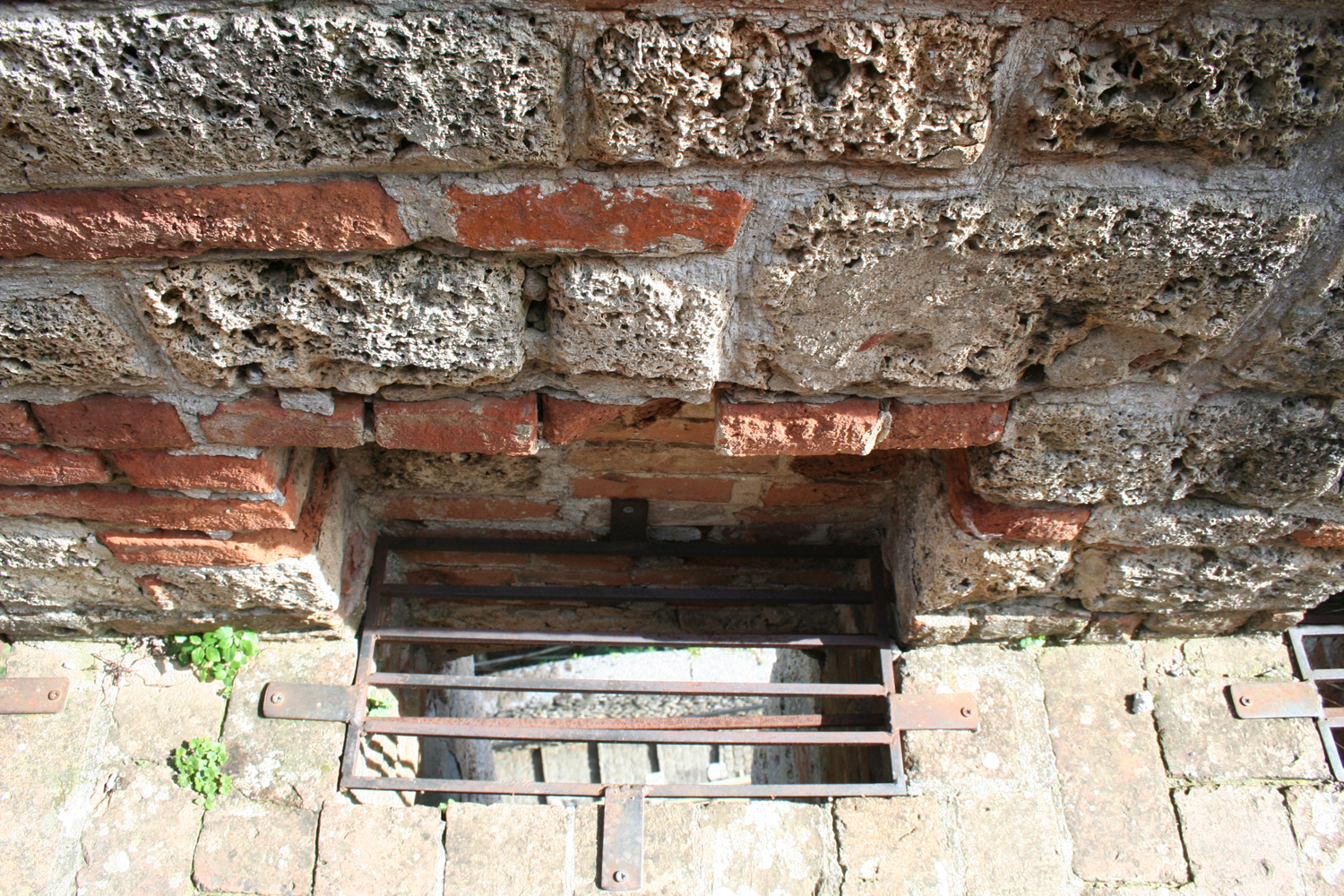
Una delle piombatoie del mastio.
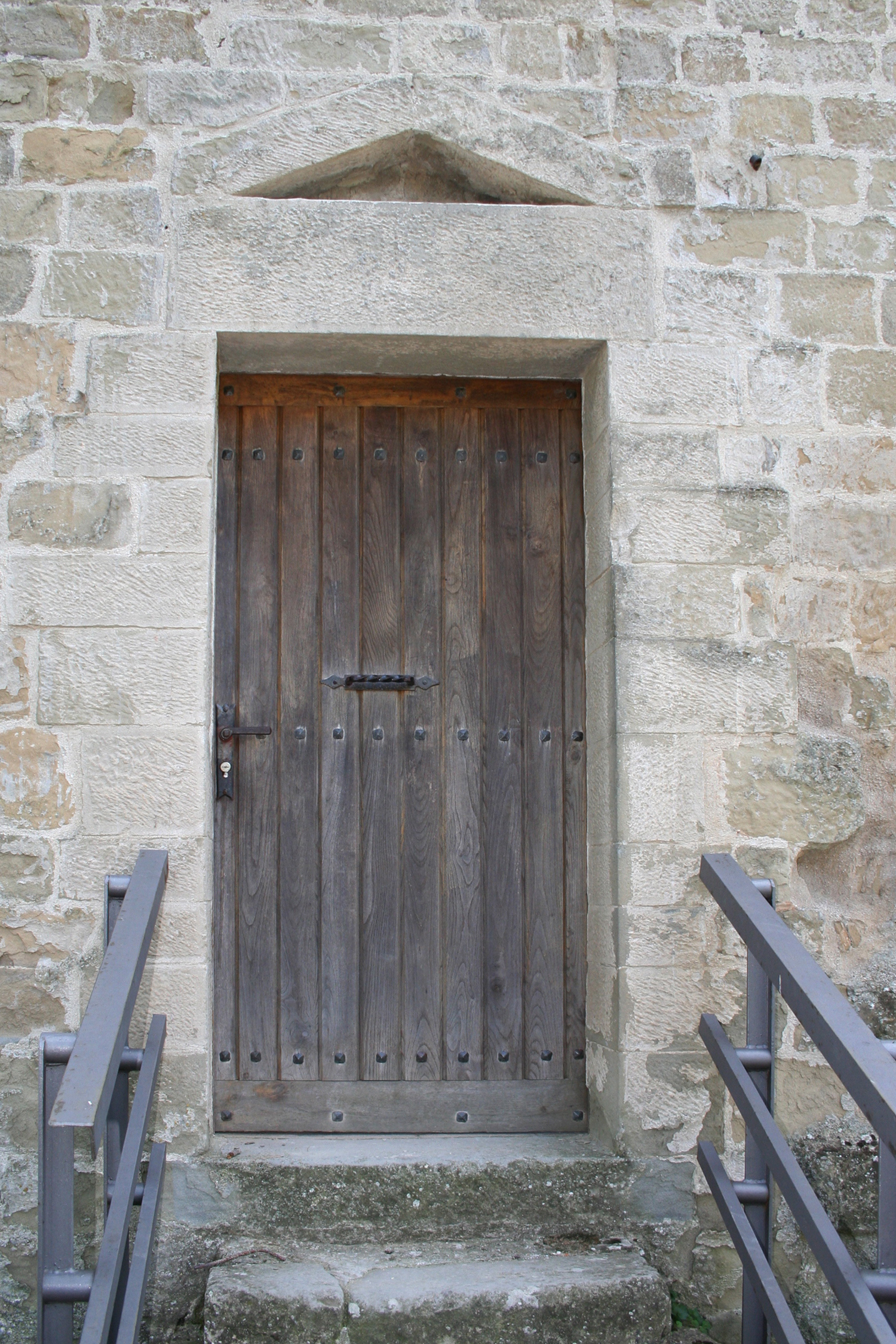
Porta di ingresso al mastio, aperta alla quota del piano di calpestio del recinto.
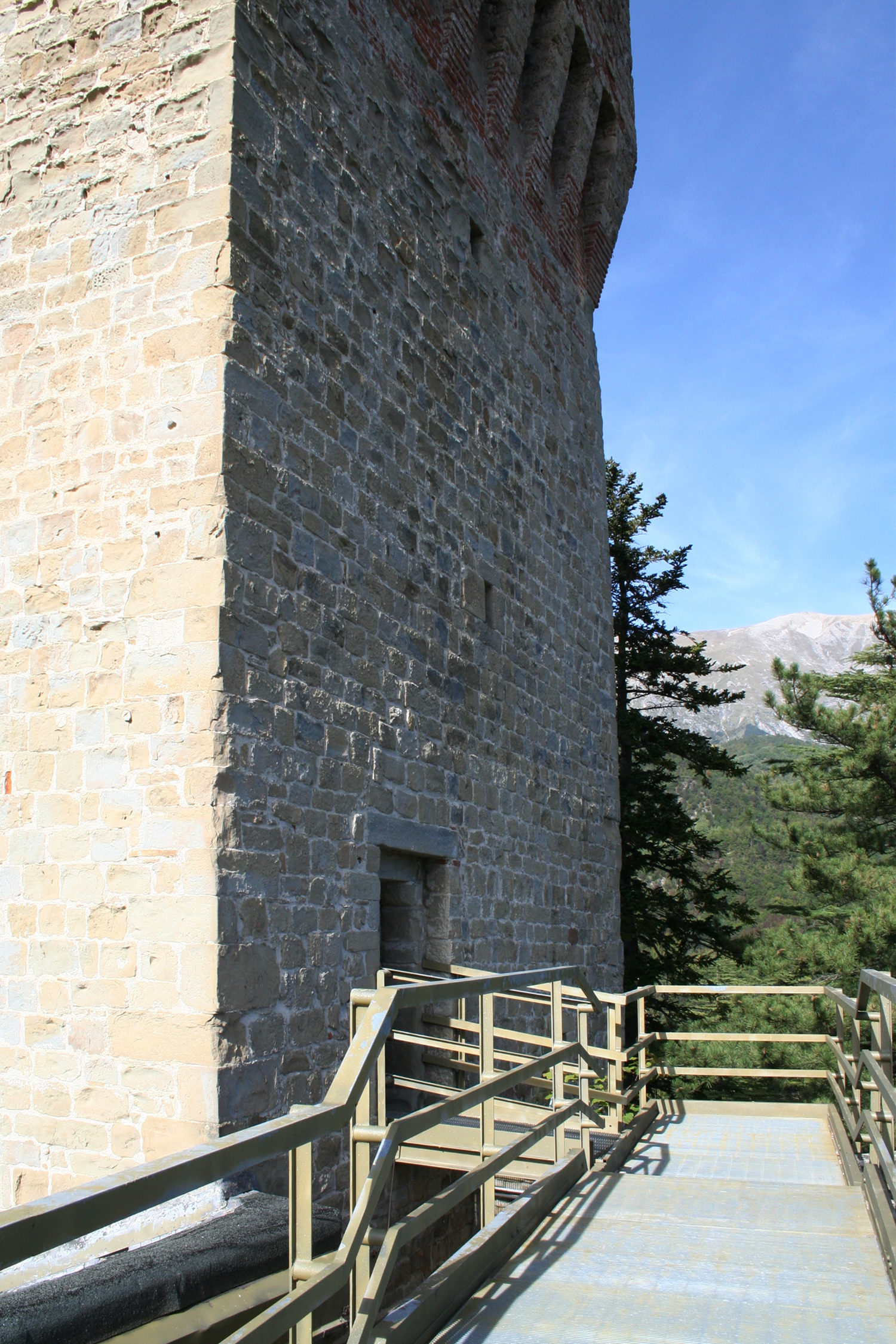
Varco del mastio all'altezza del cammino di ronda delle mura di cinta.
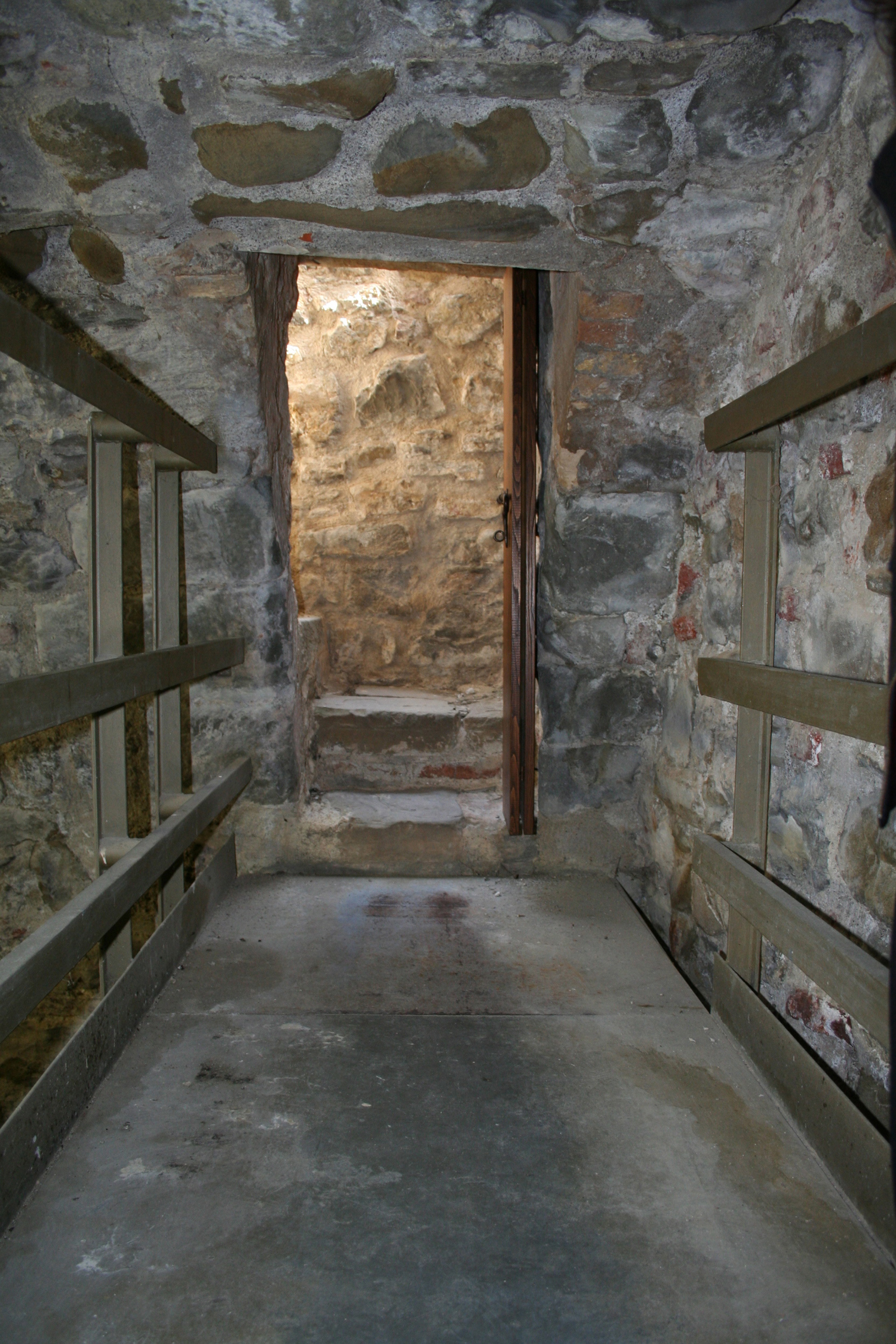
Porta di uscita sul ballatoio della sommità del mastio all'altezza della merlatura.
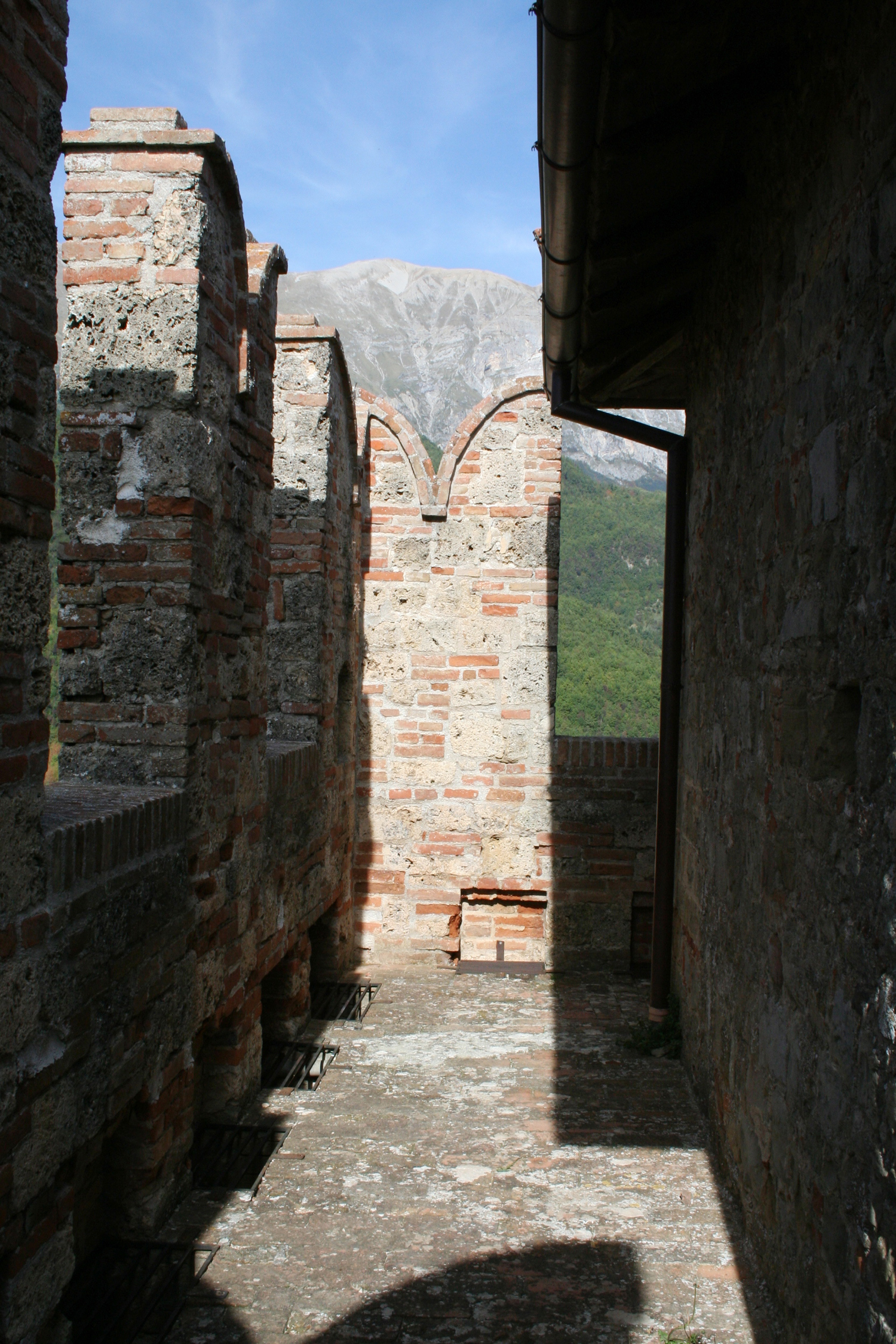
Ballatoio del mastio.
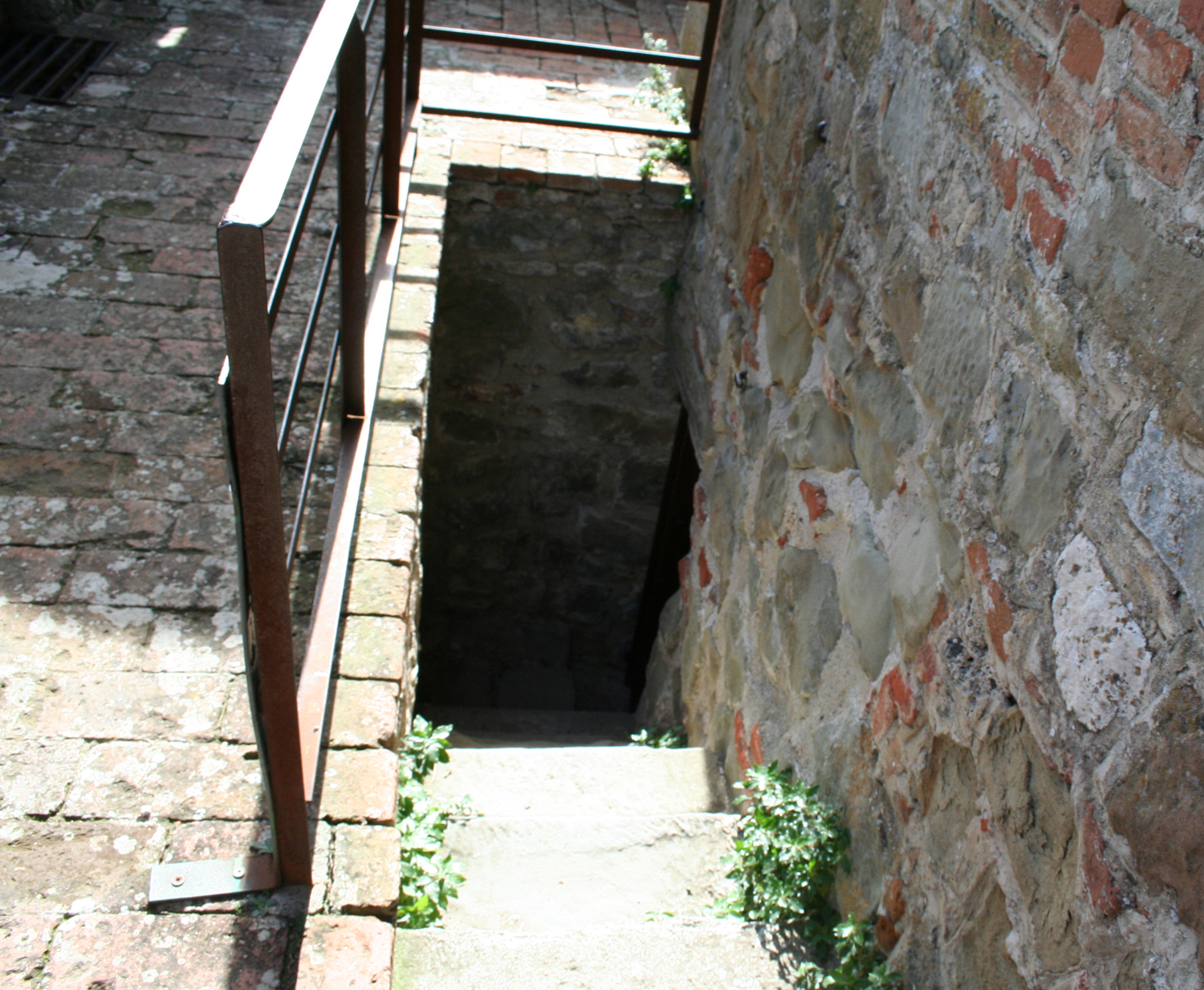
Scala che dal ballatoio riporta all'interno del mastio.
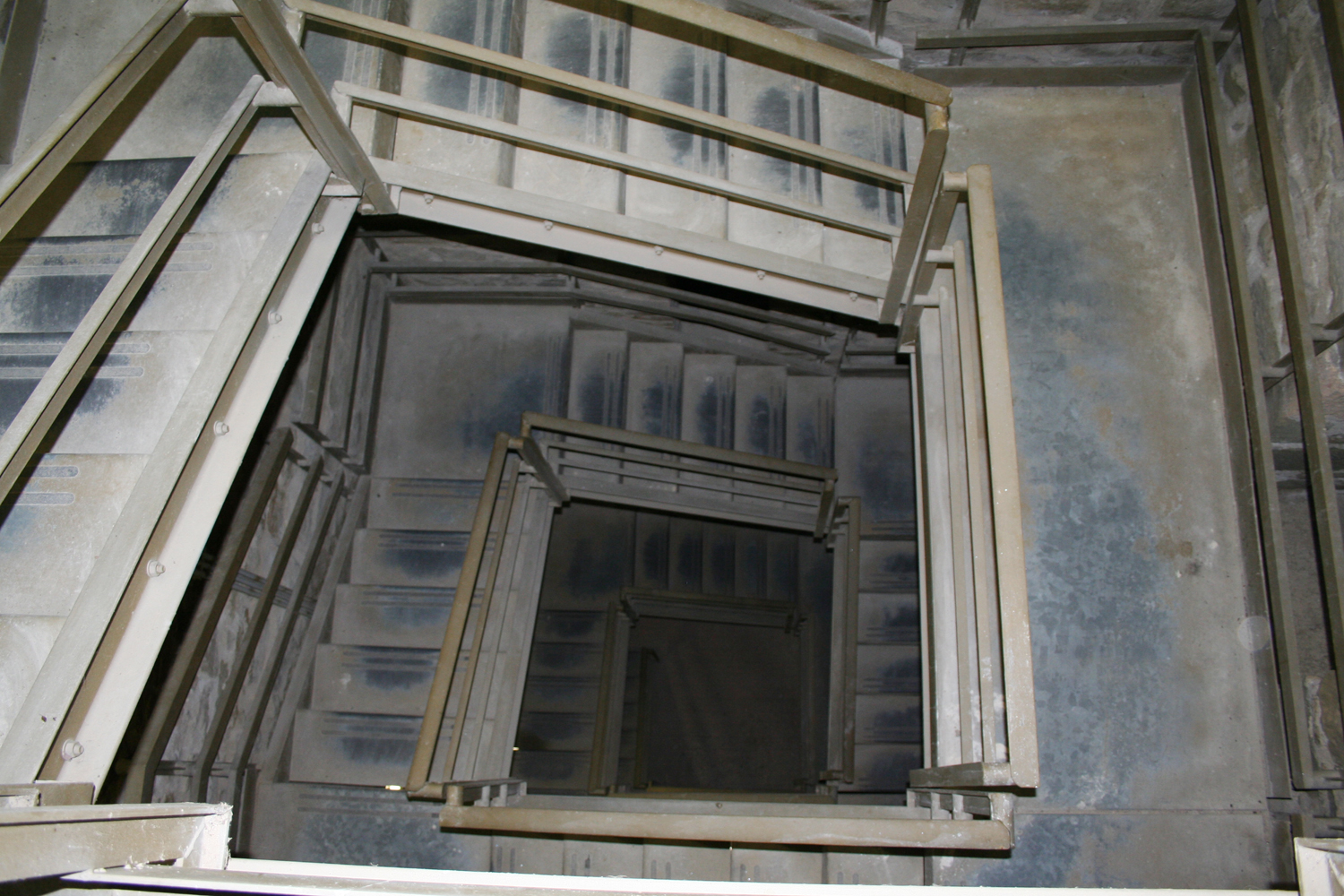
Scala interna del vano della torre del mastio

##### Il torrione a base esagonale
Il torrione a pianta esagonale è stato elevato  in posizione sud-est e racchiude al suo interno un ambiente a pianta pentagonale irregolare protetto dalla copertura aggiunta durante l'ultimo restauro. Alla base delle mura interne sono ancora visibili le aperture degli antichi cunicoli di fuga, ormai murati. La struttura, alta 12 metri, è coronata da caditoie, ossia: aperture sul pavimento di strutture aggregate all'edificio, da cui si gettavano proiettili al nemico, e rifinita con merli alla ghibellina. L'accesso alla torre era garantito dall'apertura laterale di una postierla, mentre l'intero corpo di fabbrica era collegato alla cinta muraria, (parzialmente arrivata ai nostri giorni), che si sviluppava verso nord per circa 70 m, eretta con lo scopo di chiudere il lato scoperto del colle. Un percorso collegava il torrione al paese dal lato orientale. Gli autori Gabriele Vecchioni e Narciso Galiè ipotizzano che possa essere stato il primo elemento della roccaforte ad essere stato innalzato.

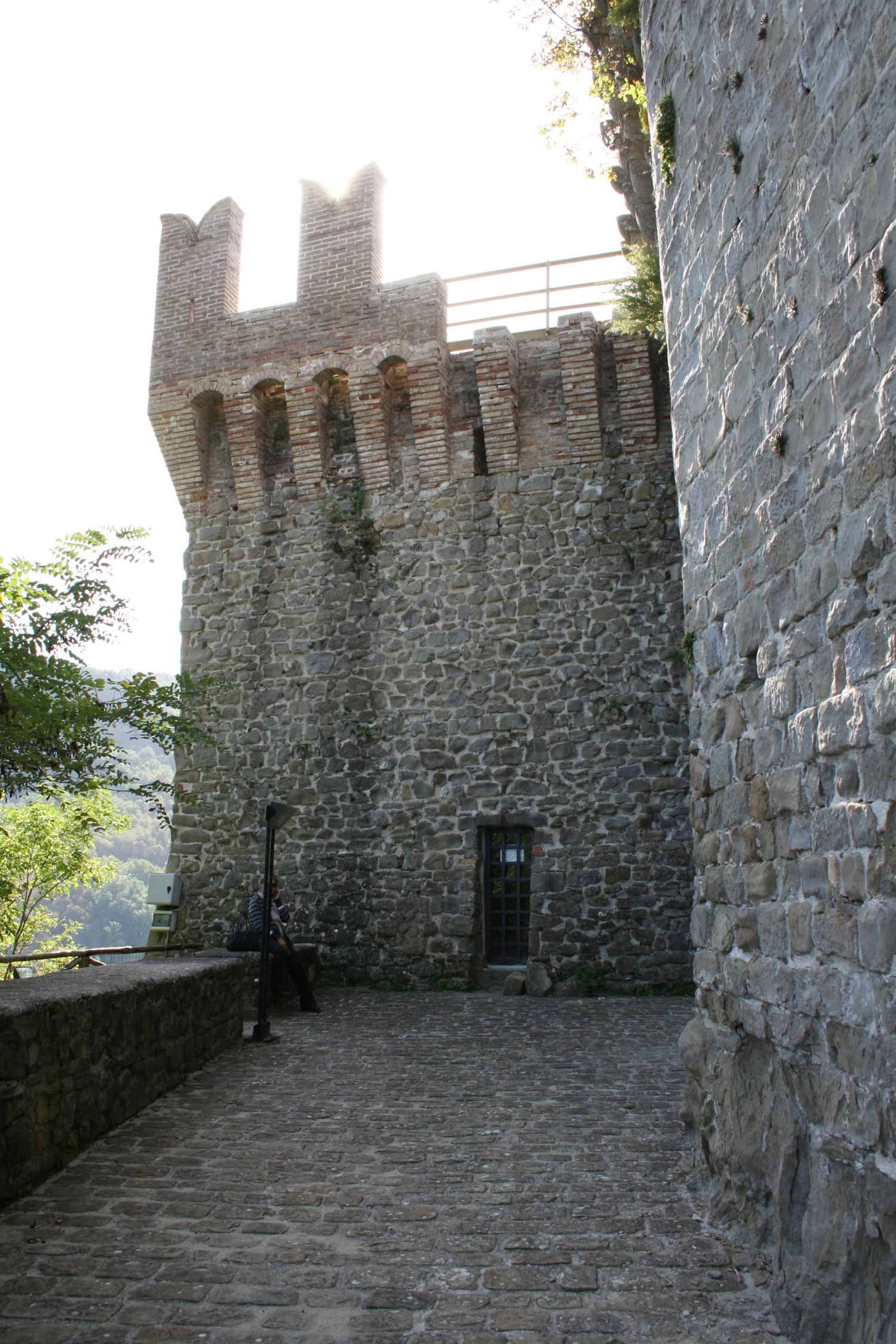
Porta d'ingresso al torrione.
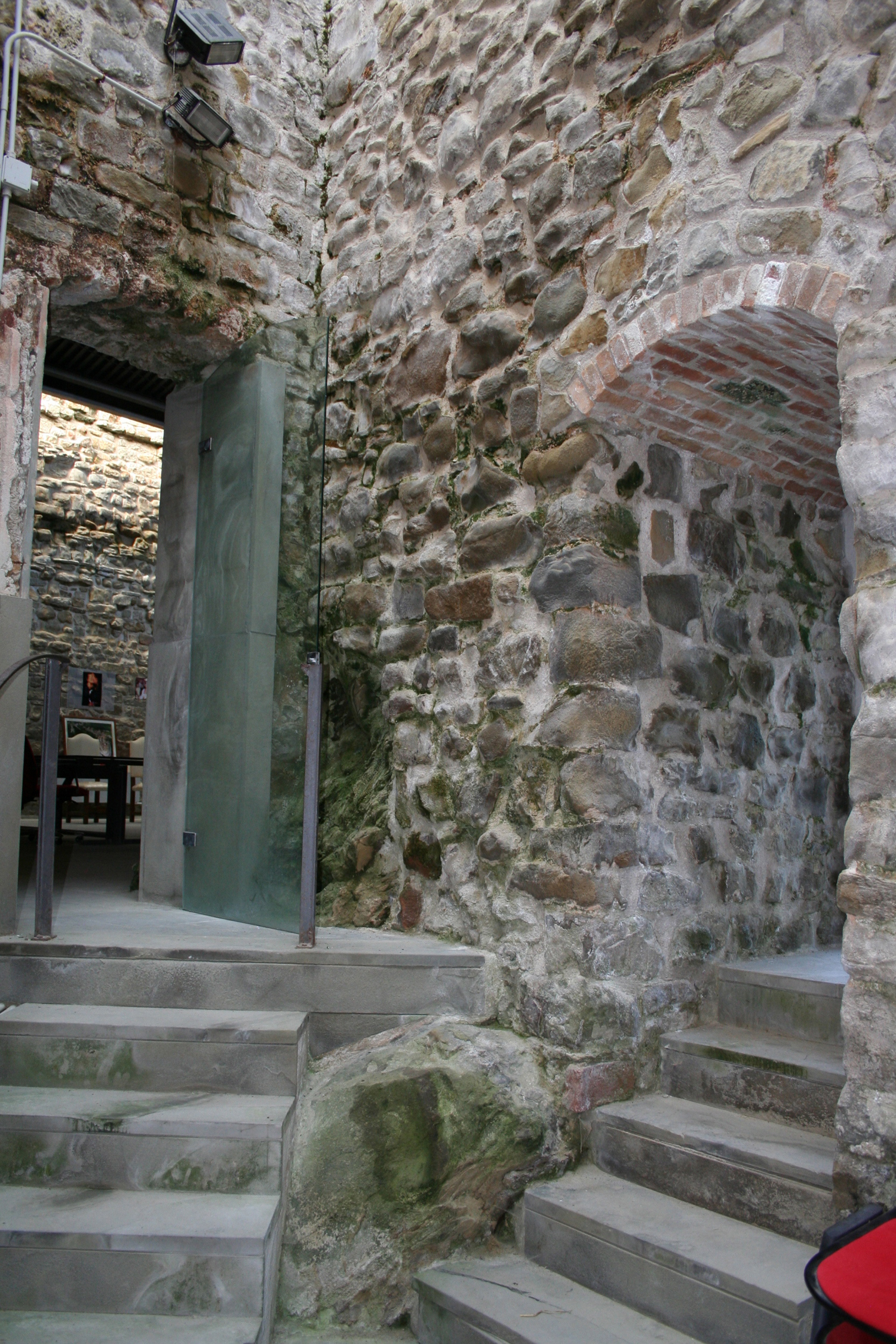
Ambiente interno del torrione.
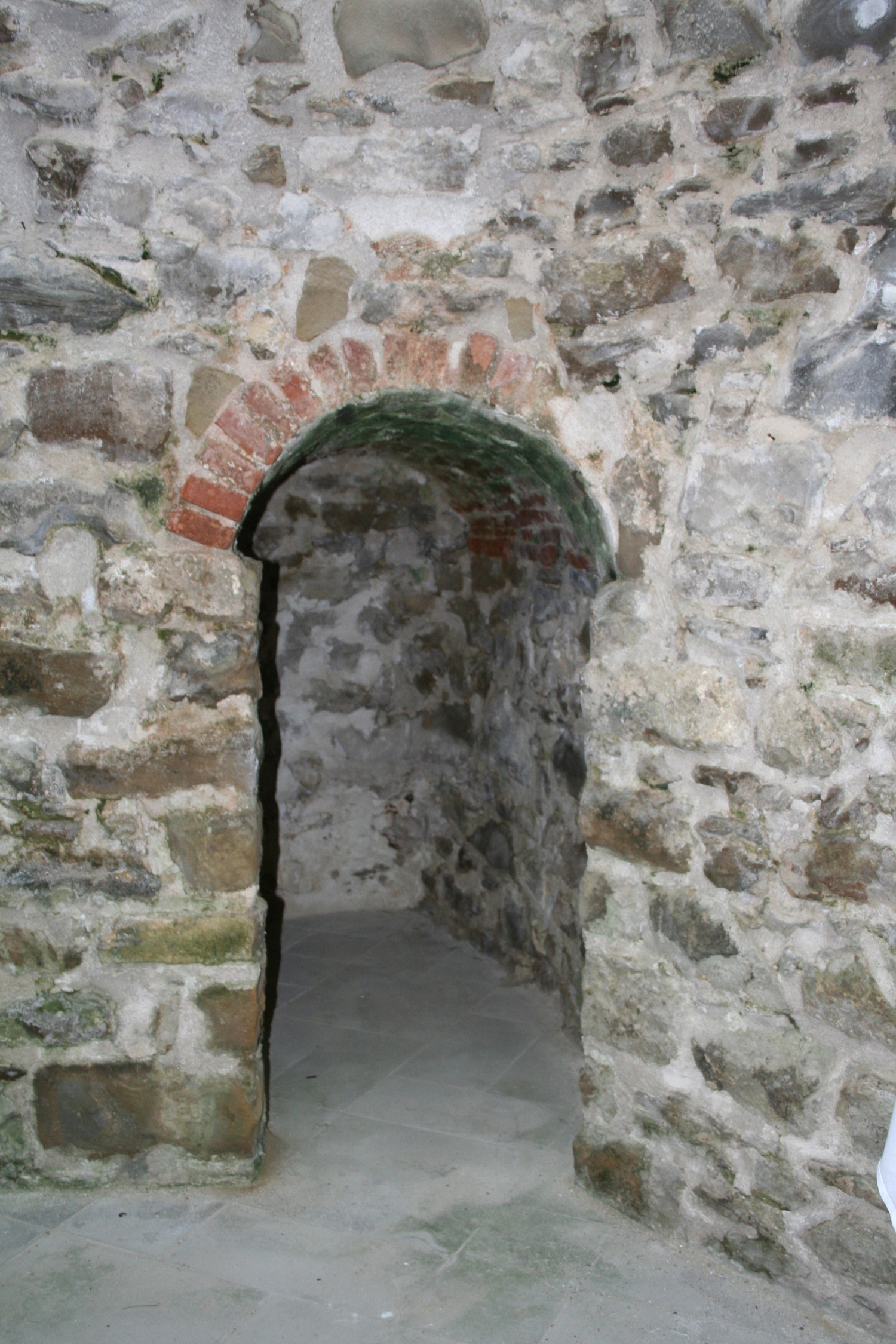
Cunicolo di fuga (murato).
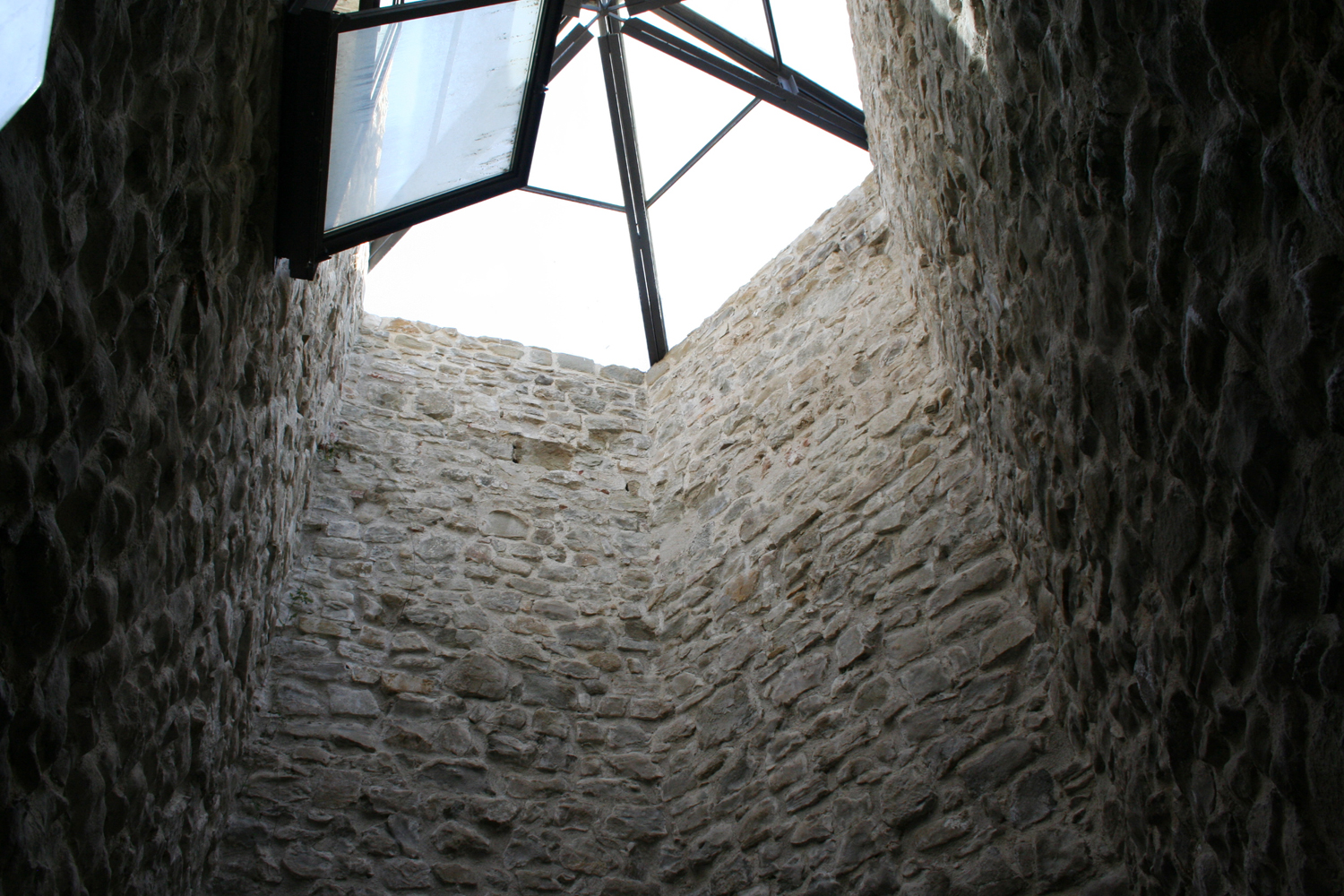
Vano interno.
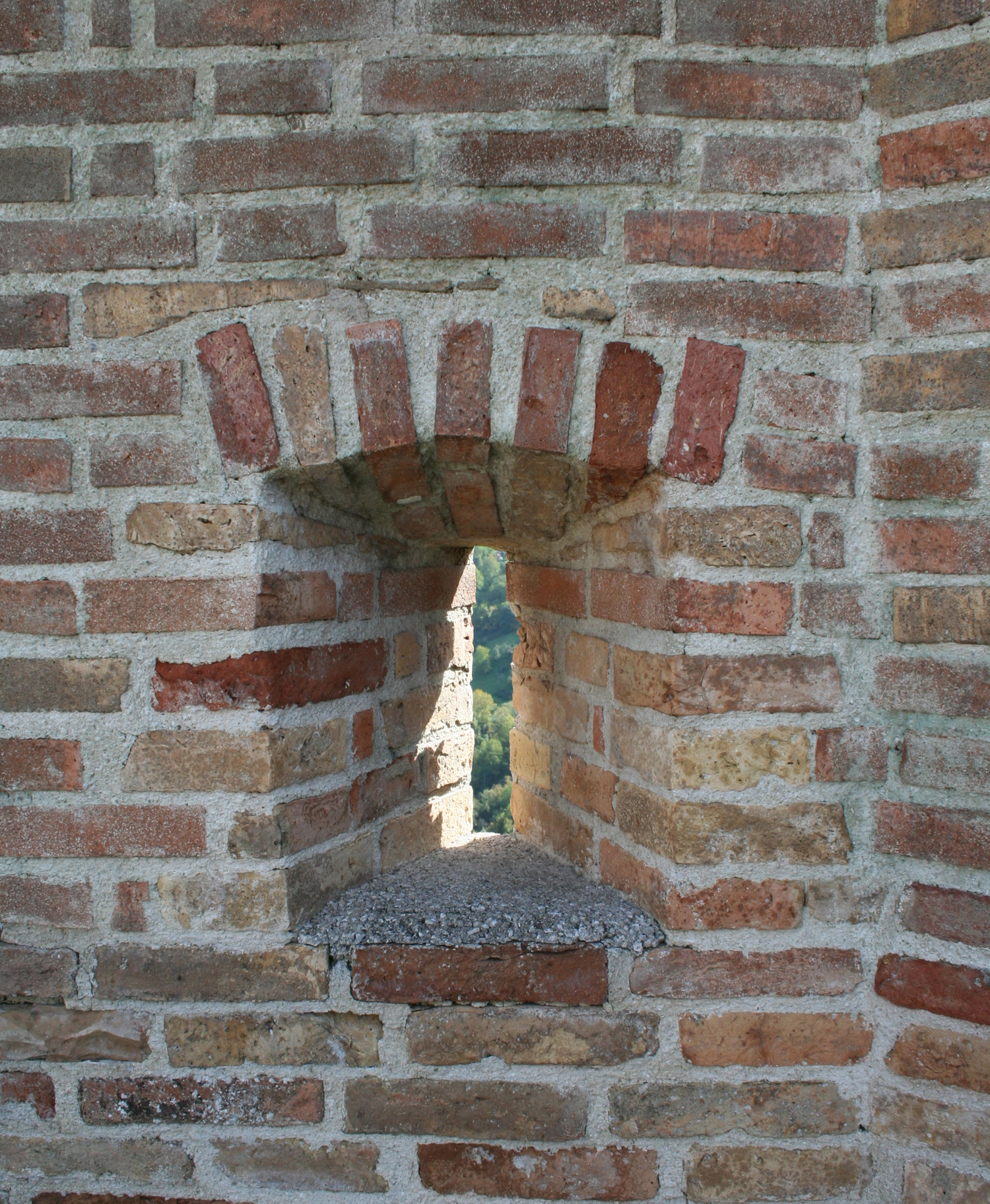
Feritoia della merlatura del torrione.
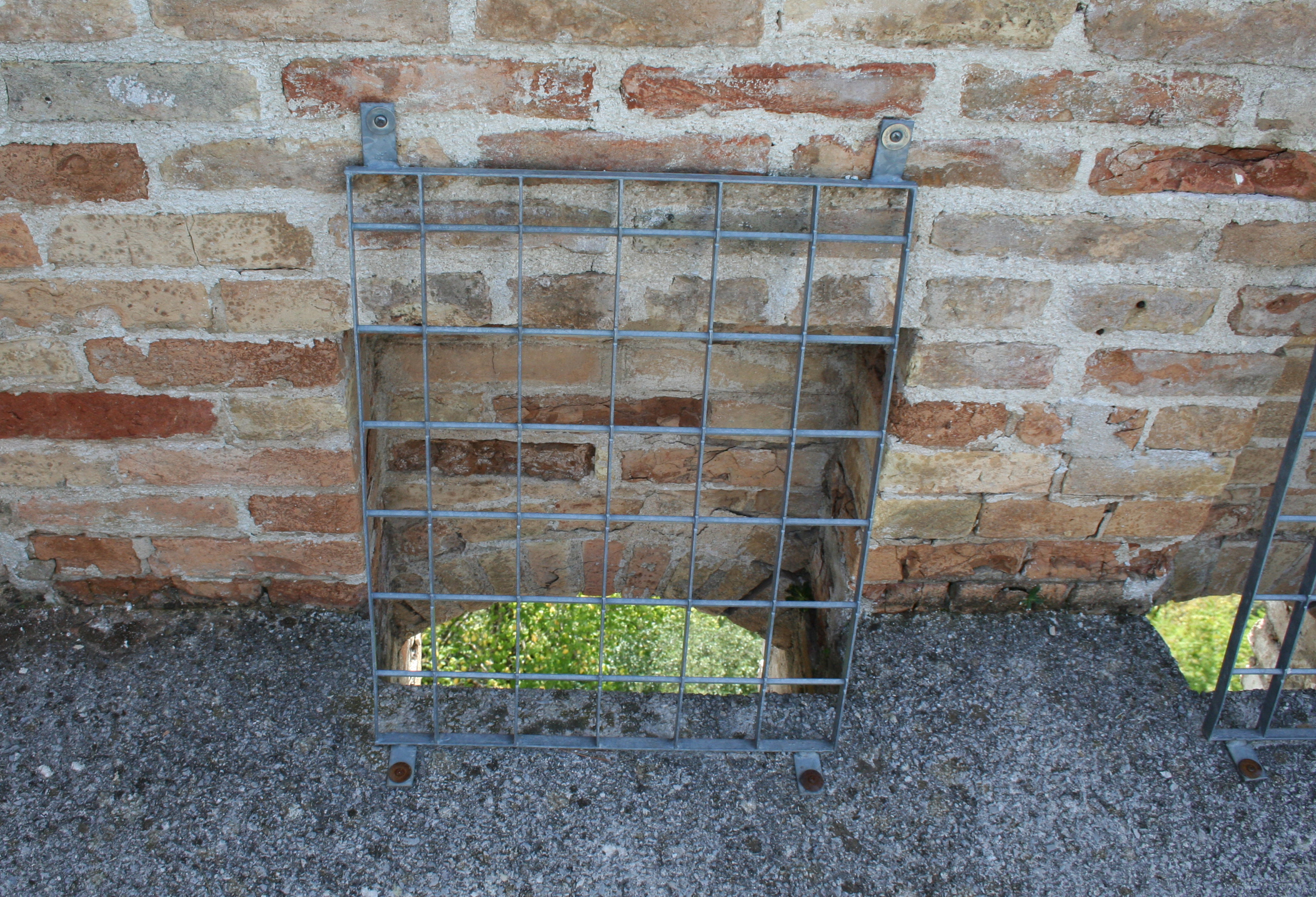
Piombatoia della merlatura del torrione.
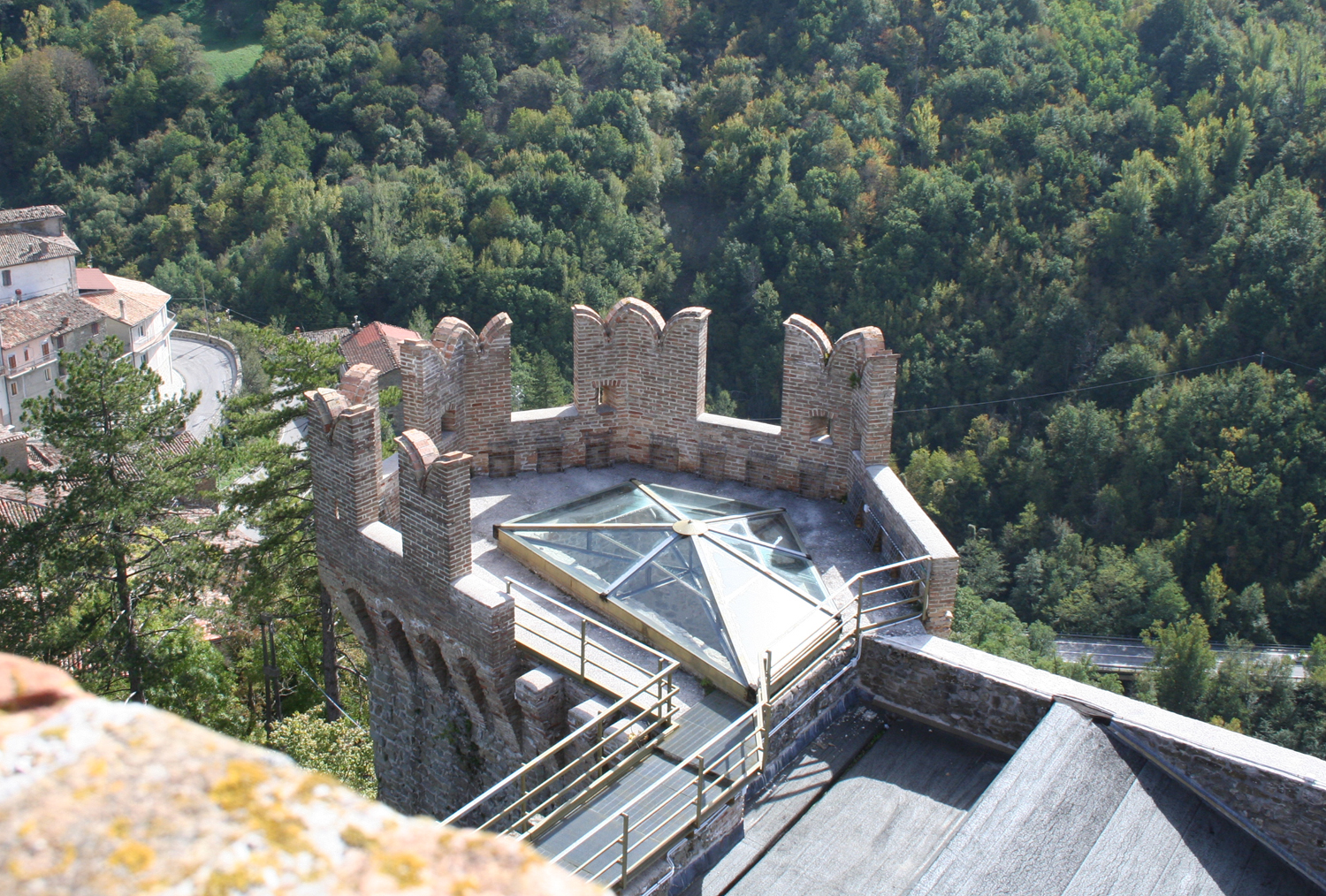
Copertura del vano a pianta pentagonale.

##### La torre circolare
Gli autori e gli storici concordano che questo sia stato l'ultimo manufatto funzionale ad essere costruito. Era la terza opera turrita che compariva nelle strutture complementari della fortificazione. Alta non più di 12 metri, si trovava sul lato sud-ovest. Era stata elevata a forma di tronco di cono, doppiamente scarpata, da una pianta circolare dal diametro di 10 metri. Il rinforzo della scarpatura serviva ad attutire i colpi d'artiglieria. La sua posizione risultava orientata verso la difesa del borgo. 
La torre, di impronta cinquecentesca, aveva l'interno riempito di terra e, nella sua parte più alta accoglieva il terrazzo che serviva ad alloggiare i pezzi d'artiglieria. Dalla rappresentazione visibile nel dipinto dell'Ex voto di Amatrice è possibile osservare che nella copertura a capanna del torrione vi erano le feritoie orizzontali e una bombardiera.
Di questo edificio rimangono solo le tracce della muratura delle fondazioni, riconsegnate alla luce dai più recenti lavori di restauro.